# Ham (Somme)
Pour les articles homonymes, voir Ham.
Ham [am] est une commune française située dans le département de la Somme en région Hauts-de-France.
Elle est le siège de la communauté de communes de l'Est de la Somme.
L'aire urbaine de la ville comptait 6 995 habitants en 2022.

## Géographie

### Localisation

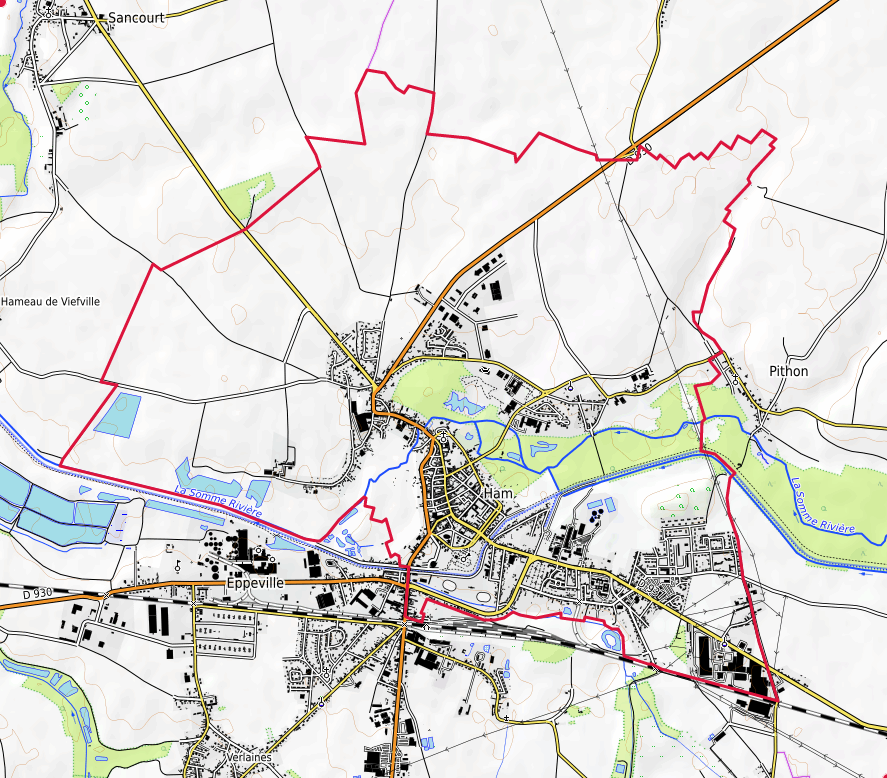
Carte topographique de la commune.

Ham est située aux confins du Vermandois, du Santerre et du Noyonnais, à la limite est du département de la Somme avec celui de l'Aisne et sud-est avec celui de l'Oise. La ville est située à 20 km au sud-ouest de Saint-Quentin, à 20 km au nord de Noyon, à 25 km au sud de Péronne.

#### Communes limitrophes
Les communes limitrophes sont Pithon, Sommette-Eaucourt, Villers-Saint-Christophe, Eppeville, Brouchy, Muille-Villette et Sancourt.
| Sancourt  | Villers-Saint-Christophe | Pithon            |
| Eppeville | Ham                      | Sommette-Eaucourt |
|           | Muille-Villette          | Brouchy           |

### Géologie et relief
Le sol de la commune est tourbeux en fond de vallée et lœssique sur les flancs[réf. nécessaire].
La ville occupe un site de fond de vallée marécageuse en amont de la courbure de la Somme vers le nord.

### Hydrographie

#### Réseau hydrographique
La commune est située dans le bassin Artois-Picardie. Elle est drainée par la rivière Somme , la Somme canalisée, la Sommette et la Beine.
La Somme est un fleuve du nord de la France, en région Hauts-de-France, qui traverse les deux départements de l'Aisne et de la Somme. Il prend sa source dans la commune de Fonsomme et se jette  dans la Manche par la baie de Somme entre Le Crotoy et Saint-Valery-sur-Somme. Les caractéristiques hydrologiques de la Somme sont données par la station hydrologique située sur la commune. Le débit moyen mensuel est de 1,94 m3/s. Le débit moyen journalier maximum est de 5,35 m3/s, atteint lors de la crue du 8 avril 2024. Le débit instantané maximal est quant à lui de 7,04 m3/s, atteint le 5 décembre 2011.
Le canal de la Somme, construit entre 1770 et 1827, et mis au gabarit Freycinet en 1880, est long 170 km. Il débute à Saint-Simon où il touche au canal de Saint-Quentin et débouche dans la baie de Somme.
La Sommette, d'une longueur de 15 km, prend sa source dans la commune de Cugny et se jette  dans la Somme sur la commune, après avoir traversé huit communes.

Le bassin de la Somme.
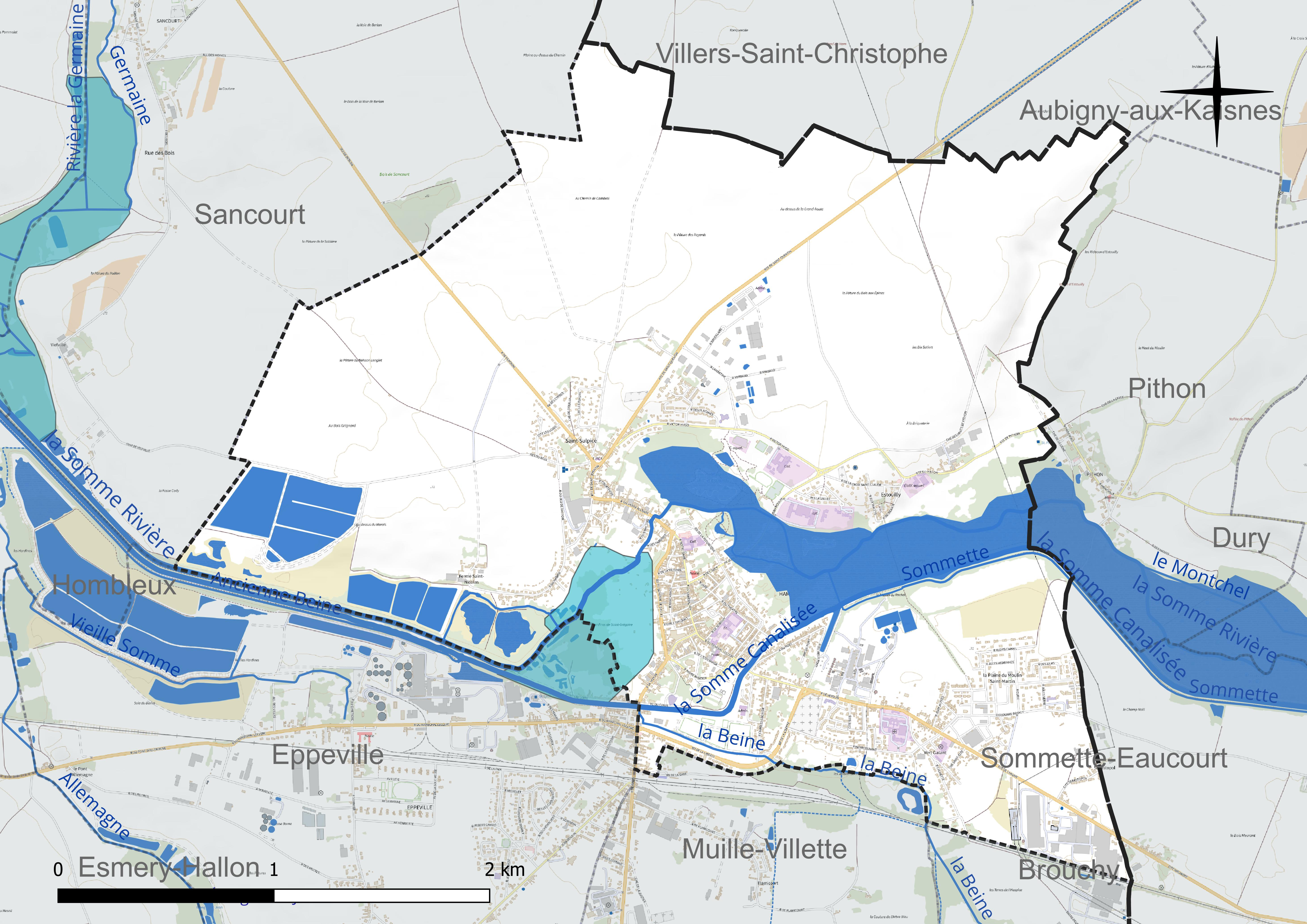
Réseau hydrographique de Ham.

#### Gestion et qualité des eaux
Le territoire communal est couvert par le schéma d'aménagement et de gestion des eaux (SAGE) « Haute Somme ». Ce document de planification concerne un territoire de 1 798 km2 de superficie, délimité par le bassin versant de la Haute Somme est constitué d'un réseau hydrographique complexe de cours d'eau, de marais, d'étangs et de canaux. Le périmètre a été arrêté le 21 avril 2006 et le SAGE proprement dit a été approuvé le 15 juin 2017. La structure porteuse de l'élaboration et de la mise en œuvre est le syndicat mixte d'aménagement hydraulique du bassin versant de la Somme (AMEVA).
La qualité des cours d'eau peut être consultée sur un site dédié géré par les agences de l'eau et l'Agence française pour la biodiversité.

### Climat
Pour des articles plus généraux, voir Climat des Hauts-de-France et Climat de la Somme.
En 2010, le climat de la commune est de type climat océanique dégradé des plaines du Centre et du Nord, selon une étude du CNRS s'appuyant sur une série de données couvrant la période 1971-2000. En 2020, Météo-France publie une typologie des climats de la France métropolitaine dans laquelle la commune est exposée à un climat océanique et est dans la région climatique Nord-est du bassin Parisien, caractérisée par un ensoleillement médiocre, une pluviométrie moyenne régulièrement répartie au cours de l'année et un hiver froid (3 °C).
Pour la période 1971-2000, la température annuelle moyenne est de 10,5 °C, avec une amplitude thermique annuelle de 14,7 °C. Le cumul annuel moyen de précipitations est de 695 mm, avec 10,6 jours de précipitations en janvier et 8,8 jours en juillet. Pour la période 1991-2020, la température moyenne annuelle observée sur la station météorologique la plus proche, située sur la commune de Fontaine-lès-Clercs à 13 km à vol d'oiseau, est de 10,8 °C et le cumul annuel moyen de précipitations est de 683,4 mm,. Pour l'avenir, les paramètres climatiques de la commune estimés pour 2050 selon différents scénarios d'émission de gaz à effet de serre sont consultables sur un site dédié publié par Météo-France en novembre 2022.

## Urbanisme

### Typologie
Au 1er janvier 2024, Ham est catégorisée petite ville, selon la nouvelle grille communale de densité à sept niveaux définie par l'Insee en 2022.
Elle appartient à l'unité urbaine de Ham, une agglomération intra-départementale regroupant trois  communes, dont elle est ville-centre,,. Par ailleurs la commune fait partie de l'aire d'attraction de Ham, dont elle est la commune-centre,. Cette aire, qui regroupe 13 communes, est catégorisée dans les aires de moins de 50 000 habitants,.

### Occupation des sols

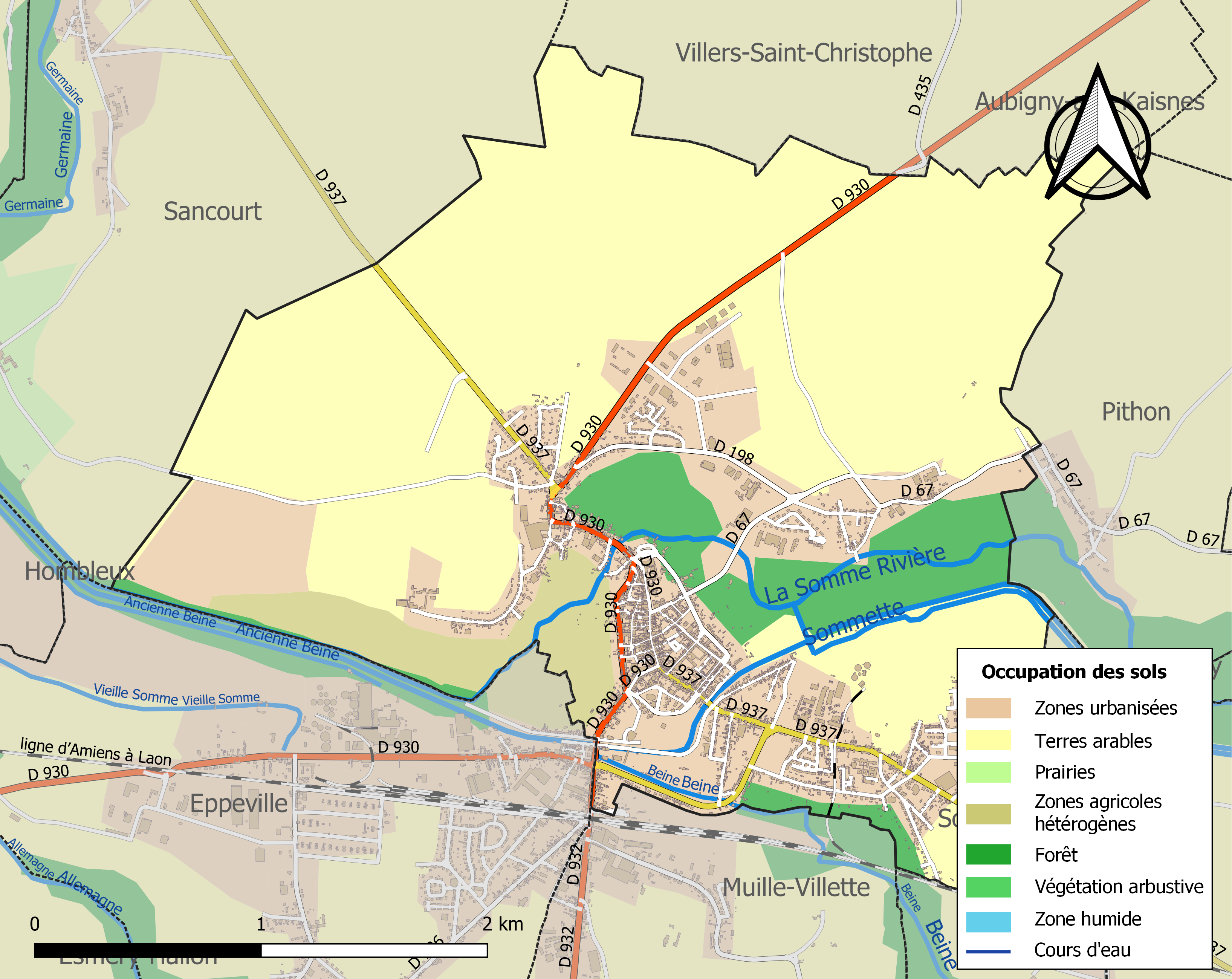
Carte des infrastructures et de l'occupation des sols de la commune en 2018 (CLC).

L'occupation des sols de la commune, telle qu'elle ressort de la base de données européenne d'occupation biophysique des sols Corine Land Cover (CLC), est marquée par l'importance des territoires agricoles (61 % en 2018), en diminution par rapport à 1990 (63,3 %). La répartition détaillée en 2018 est la suivante : 
terres arables (56,3 %), zones urbanisées (20,4 %), zones industrielles ou commerciales et réseaux de communication (9,7 %), forêts (8,9 %), zones agricoles hétérogènes (4,7 %). L'évolution de l'occupation des sols de la commune et de ses infrastructures peut être observée sur les différentes représentations cartographiques du territoire : la carte de Cassini (XVIIIe siècle), la carte d'état-major (1820-1866) et les cartes ou photos aériennes de l'IGN pour la période actuelle (1950 à aujourd'hui).

### Morphologie urbaine
La ville de Ham a été reconstruite en quasi-totalité après la Grande Guerre. Le tracé des rues du centre-ville a été remodelé et les monuments et bâtiments publics restaurés (église, hôtel de ville...), rasés (beffroi...) ou reconstruits (hôpital...). Certains immeubles ont été construits dans le style Art déco.
Dans les années 1960-1970, l'urbanisme a connu un nouvel essor : annexion des communes limitrophes de Saint-Sulpice et d'Estouilly, construction de lotissements et d'immeubles HLM à la périphérie de la ville (quartiers de la Plaine-Saint-Martin et de Saint-Sulpice).
La ville de Ham et les communes voisines d'Eppeville, Muille-Villette et Brouchy forment une agglomération urbaine de 7 000 à 8 000 habitants qui est en déclin démographique du fait de la décrue de l'emploi industriel.
C'est la ville de Ham qui concentre le plus d'habitants, de commerces et de services. Cet héritage médiéval perdure malgré là encore un certain déclin. La ville s'est développée pendant les Trente Glorieuses, du fait de l'annexion de deux communes voisines Saint-Sulpice et Etouilly ce qui a permis une extension des lotissements. Il en a été de même à l'est pour le quartier de la Plaine Saint-Martin où ont été construits des immeubles d'habitat collectif.

### Habitat et logement
En 2019, le nombre total de logements dans la commune était de 2 402, alors qu'il était de 2 345 en 2014 et de 2 368 en 2009.
Parmi ces logements, 85,7 % étaient des résidences principales, 0,8 % des résidences secondaires et 13,6 % des logements vacants. Ces logements étaient pour 71,3 % d'entre eux des maisons individuelles et pour 28,5 % des appartements.
Le tableau ci-dessous présente la typologie des logements à Ham en 2019 en comparaison avec celle de la Somme et de la France entière. Une caractéristique marquante du parc de logements est ainsi une proportion de résidences secondaires et logements occasionnels (0,8 %) inférieure à celle du département (8,3 %) et  à celle de la France entière (9,7 %). Concernant le statut d'occupation de ces logements, 43,5 % des habitants de la commune sont propriétaires de leur logement (47 % en 2014), contre 60,2 % pour la Somme et 57,5 pour la France entière.
| Typologie                                               | Ham  | Somme | France entière |
| ------------------------------------------------------- | ---- | ----- | -------------- |
| Résidences principales (en %)                           | 85,7 | 83,2  | 82,1           |
| Résidences secondaires et logements occasionnels (en %) | 0,8  | 8,3   | 9,7            |
| Logements vacants (en %)                                | 13,6 | 8,5   | 8,2            |

### Voies de communication et transports

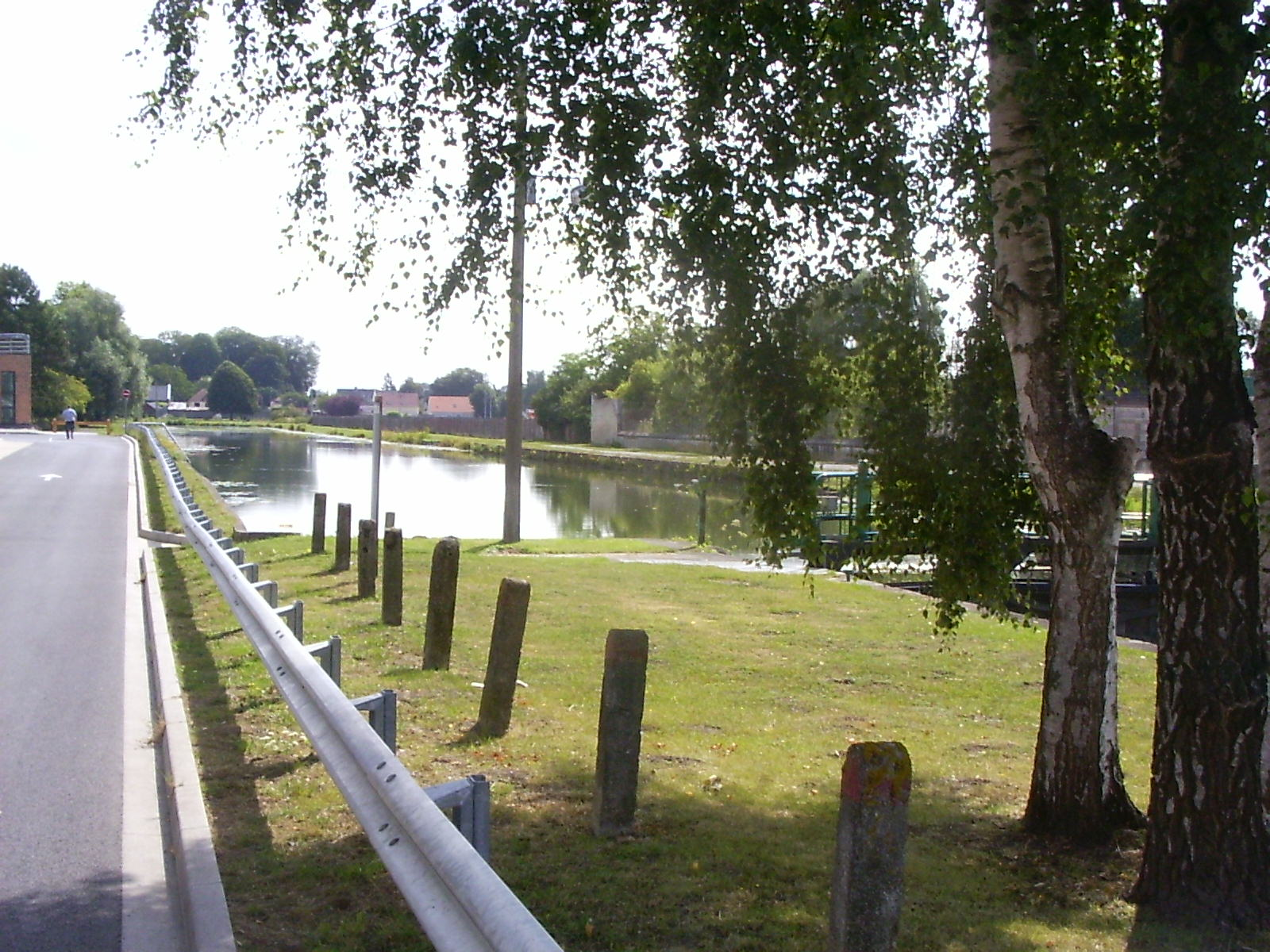
L'écluse du canal de la Somme à Ham.

Ham occupe une position de carrefour routier. Elle est reliée à Paris (autoroute A1) par la route de Nesle et Roye, à Lille et Valenciennes (autoroute A1) par la route de Péronne, à Reims et Strasbourg (autoroute A26) par la route de Saint-Quentin. Par la route de Péronne, elle est également reliée par les autoroutes A29 et A16 à la côte picarde, la Normandie et Boulogne ou Calais.
Sur le plan ferroviaire, la gare de Ham est située sur la ligne d'Amiens à Laon et sur l'ancienne ligne de Saint-Quentin à Ham, désormais fermée. Elle est desservie par des trains TER Hauts-de-France la reliant à Amiens, d'une part et à Saint-Quentin ou Tergnier et Laon, d'autre part.
La commune est desservie, en 2023, par les lignes 677 et 6333 du réseau interurbain de l'Oise et par les lignes 750 et 753 du réseau Trans'80.
Le canal de la Somme, par lequel on atteint le canal du Nord par l'ouest ou le Canal de Saint-Quentin par l'est, n'offre plus qu'un attrait touristique.

## Toponymie
En 932, le lieu est nommé Hammus, puis Hamus en 986, Hamo en 1142.
Selon toute vraisemblance, Ham est un nom d'origine germanique. Les toponymes en ham ont une double signification: les uns ont le sens de village et remontent soit au vieux saxon hâm, soit à une origine francique qui a le sens de courbure dans une rive, un méandre.
Durant la Révolution française, la commune porte le nom de Sparte.

## Histoire

### Antiquité
L'existence d'un lieu qui devint Ham par la suite est attesté pendant la période romaine comme point de franchissement de la Somme.

### Moyen Âge
La cité est mentionnée pour la première fois en 932 comme une possession du seigneur Erard, cadet d'un comte de Ponthieu. La ville est alors conquise par le comte Herbert II de Vermandois.
En 1108, est fondée, à Ham, l'abbaye Notre-Dame de Ham, une abbaye de chanoines réguliers qui conserve les reliques de saint Waneng.
Du XIIe au XIVe siècle, le fief est tenu par la maison de Ham, qui passe pour descendre des comtes de Vermandois. La dernière descendante de cette famille, Marie de Ham, vend la seigneurie de Ham à Enguerrand VII de Coucy. Des Coucy, la seigneurie de Ham passe aux maisons d'Orléans, de Bar, de Luxembourg.
Au XVe siècle, Louis de Luxembourg-Saint-Pol, plus connu sous le nom de connétable de Saint-Pol, dont la devise était mon mieux, transforme la forteresse de Ham pour qu'elle puisse résister aux tirs d'artillerie. Ayant joué double jeu entre le roi d'Angleterre et Louis XI, il est arrêté, jugé, condamné à mort et décapité en place de Grève à Paris. Ses biens sont confisqués par la couronne. La seigneurie de Ham passe par la volonté royale aux Boubon-Vendôme, jusqu'à Henri IV qui la réunit une nouvelle fois à la couronne.

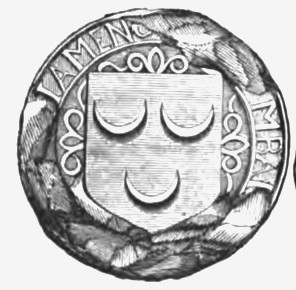
Sceau du bailliage de Ham.
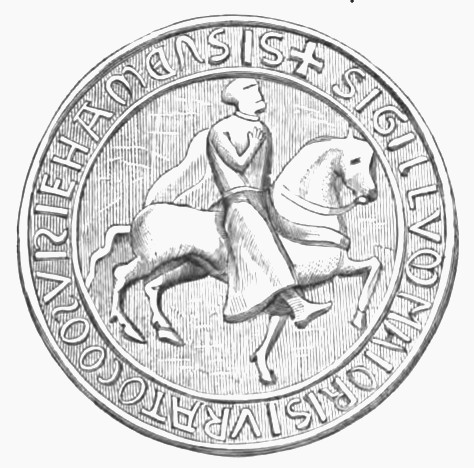
Sceau de Ham en 1223.
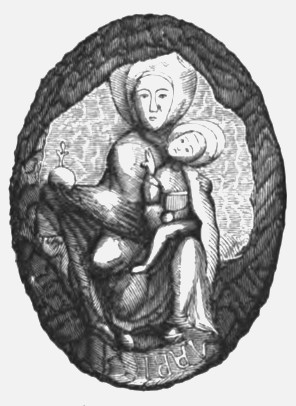
Sceau de l'abbaye Notre-Dame de Ham en 1303.

### Époque moderne
En 1557, Ham est assiégée et prise par les Espagnols ; il en est de même en 1595. En juin 1595, les troupes d'Henri de La Tour d'Auvergne, duc de Bouillon et de François d'Orléans-Longueville, s'emparèrent de la ville et y massacrent la petite garnison espagnole qui y stationnait.
Louis XIII et d'Anne d'Autriche passent à Ham le 7 mai 1635. Cette même année, le cardinal de Richelieu devint abbé commendataire de l'abbaye Notre-Dame de Ham.

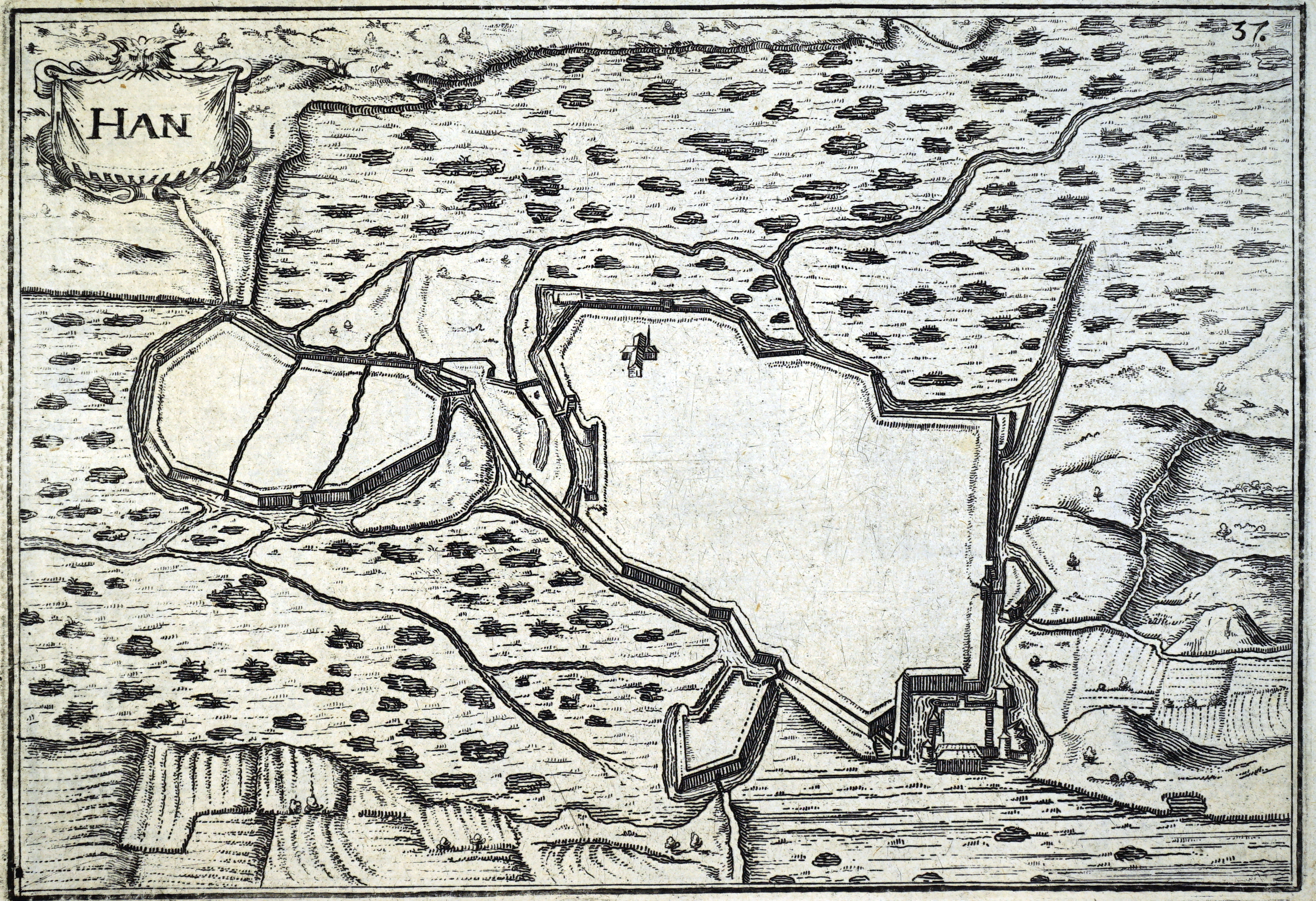
Relevé de Ham fait par le géographe du roy Christophe Tassin en 1634, conservé à la bibliothèque Carnegie (Reims).

Lors de la guerre de Trente Ans, en 1636, 1641 et 1650, les Espagnols pillent le Pays hamois.
Louis XIV fait étape en 1663 et 1676 à l'abbaye de Ham en allant en Flandre. En 1692, se rendant au siège de Namur, il passe une nuit à l'abbaye, en compagnie du Dauphin.
Un grave incendie détruit 250 maisons en 1676, principalement dans la paroisse Saint-Martin.
En 1678, Jeanne Malin, religieuse de Port-Royal fonde dans sa ville natale, la maison de la Providence pour l'éducation des filles.
À partir de 1711, l'hôpital fondé au XIIIe siècle est reconstruit et dirigé par les Filles de la charité.
En 1723, le doyen de la faculté de médecine de Paris Jean Cordelle fonde à Ham une école latine.
En 1789, le duc d'Orléans, le futur Philippe-Égalité, cousin du roi, était le dernier seigneur de Ham avant la Révolution française.

### Époque contemporaine

#### La Révolution française, Ham une ville révolutionnaire?
Au début de la Révolution française, à la fin juillet 1789, Ham voit un épisode de la Grande Peur, un boucher d'Hombleux, annonce dans la ville que dix mille soldats ennemis viennent piller les récoltes.
En 1790, des troubles frumentaires ayant éclaté à Saint-Quentin, un détachement du régiment de Bourbon et des gardes nationaux se rend à Saint-Quentin, le 23 mai pour prêter main-forte à la garde nationale saint-quentinoise.
L'abbaye et les églises Saint-Pierre et Saint-Martin sont déclarées bien national et vendues avec leur mobilier. Elles sont démolies, excepté le clocher de l'église Saint-Pierre qui faisait office de beffroi. La seule église subsistant à Ham, l'église abbatiale Notre-Dame devient l'église paroissiale.
Eustache-Benoît Asselin est élu maire de Ham, en 1789, puis député à la Convention nationale, en 1792. Ayant pris le parti des girondins, le 6 juin 1793, il est exclu de la Convention, arrêté et meurt en prison à Paris.
Le citoyen Mercier est délégué par la commune pour porter à la Convention l'argenterie des églises et demander le changement de nom de la ville de Ham (jugé impur) en Sparte. Une Société populaire se constitue et tient ses séances dans l'ancien couvent de la Providence. Son but est de soutenir l'action du Comité de surveillance et de défendre le gouvernement révolutionnaire. Elle est dissoute le 24 août 1795.
Le 10 nivôse an II, est organisé à Ham une fête de la Fraternité et de la Raison, avec défilé de la population précédé des bustes de Brutus, Marat et Le Pelletier de Saint-Fargeau, une jeune fille représentant Minerve, une autre la déesse Raison. Le défilé se rend au temple de la Raison (l'église Notre-Dame), maire et conseil municipal compris. Après discours et chants, on se sépare.
André Dumont, envoyé en mission dans la Somme par la Convention, arrive à Ham, fait arrêter le président du tribunal révolutionnaire et plusieurs aristocrates et les fait transférer à Amiens.

#### Consulat et Premier Empire, Napoléon de passage à Ham

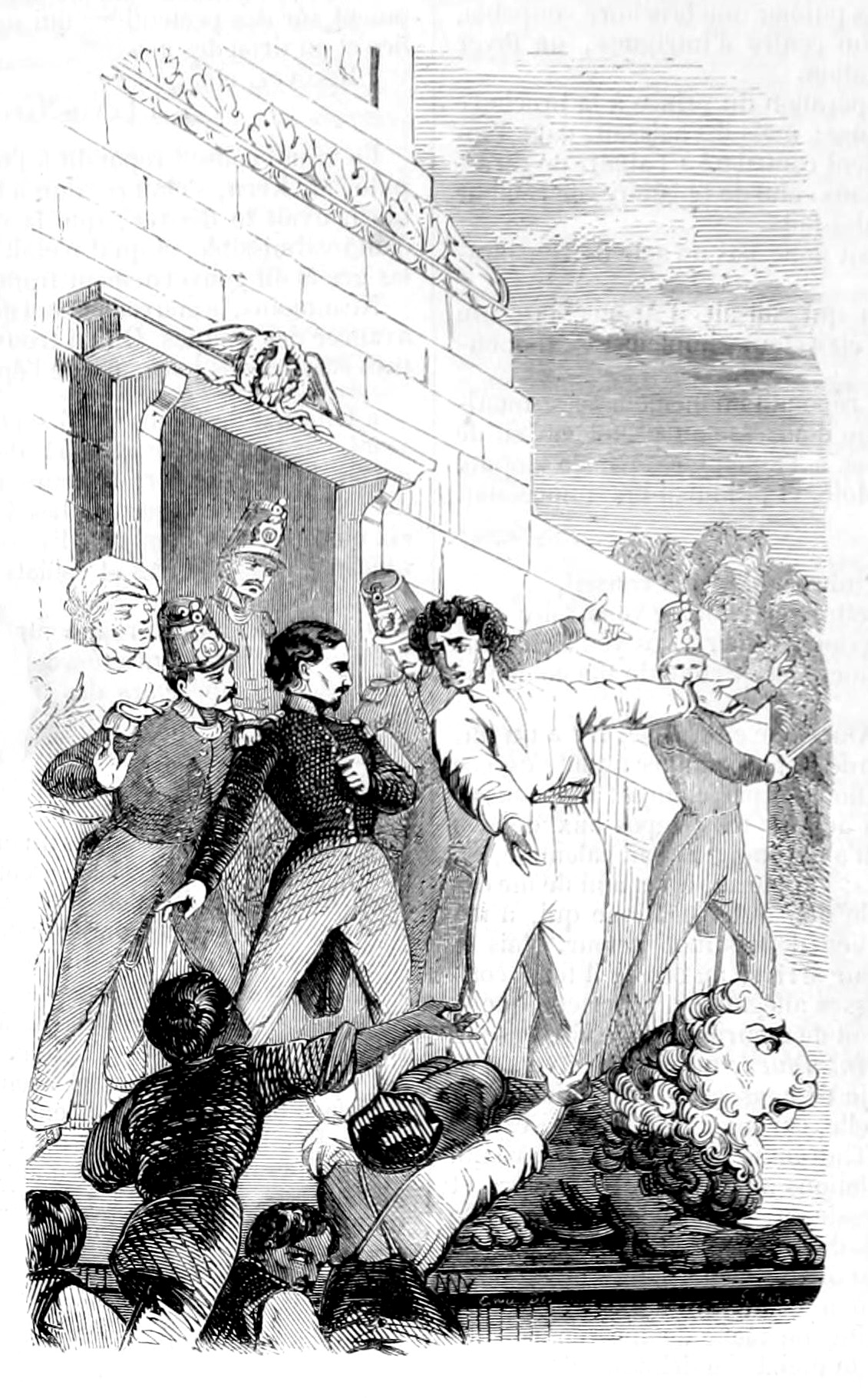
La Tentative de Boulogne, vue par Charles Dupressoir.

Un incident sans gravité se déroule à Ham lors du passage de Napoléon Bonaparte, alors Premier consul. Se rendant sur le chantier du canal souterrain de Riqueval, le 20 pluviôse an IX, la voiture qui le transporte verse, sans dommage, dans le faubourg de Saint-Sulpice. On croit, un instant, à un attentat.
En 1810, Napoléon et Marie-Louise passent par Ham pour aller inaugurer le canal de Saint-Quentin.
Le 26 juin 1815, la garnison de Ham parvient à stopper durant deux jours l'avancée des troupes prussiennes du général Thyelman. La garnison cependant doit capituler après négociation.

#### Louis-Napoléon Bonaparte prisonnier à Ham
Le fort de Ham, qui n'est plus place de guerre depuis 1804, devient jusqu'en 1842, une place forte de troisième ordre. Il est utilisé comme prison militaire aux XVIIIe et XIXe siècles.
En 1840, Louis-Napoléon Bonaparte tente de soulever la garnison de Boulogne-sur-Mer pour renverser Louis-Philippe. Arrêté, il est condamné à la réclusion à perpétuité et emprisonné à la forteresse de Ham. Il y reçoit de nombreuses visites dont celles de Chateaubriand, d'Alexandre Dumas et du socialiste Louis Blanc.
Il rédige dans sa prison l'ouvrage Extinction du paupérisme, publié en 1844. Le 25 mai 1846, il s'évade en empruntant les vêtements d'un maçon, Charles Pinguet (1826-1892), dont le nom est ironiquement déformé en Badinguet.

#### Guerre de 1870, la capitulation prussienne
Durant la guerre franco-allemande de 1870, la ville subit une attaque des Prussiens repoussée les 19 et 20 novembre 1870. Cependant, la garnison du château, ayant reçu l'ordre de se replier devant l'avance ennemie, quittait Ham le 21 novembre. Le même jour, un escadron de uhlans et trois compagnies de chasseurs, sous les ordres du général von Kummer, firent leur entrée dans la ville.
La formation de l'Armée du Nord à partir du 18 novembre 1870 allait modifier la situation. Ham était occupée par une partie de la 3e division de chemin de fer de campagne et par un détachement du 81e régiment de ligne prussien sous les ordres du lieutenant Bürger, soit environ 200 hommes.
C'est alors qu'au soir du 9 décembre, venant du Saint-Quentin, un détachement de la 1ère division de l'armée du Nord, investit la ville, fit prisonnier les officiers prussiens et obligea les troupes ennemies retranchées dans le château à signer, le lendemain, une capitulation, fait unique dans l'histoire de la guerre franco-prussienne.
La ville fut à nouveau occupée par les Prussiens à partir du 17 décembre 1870, la population étant soumise à des réquisitions.

#### L'arrivée du chemin de fer et le développement de la ville

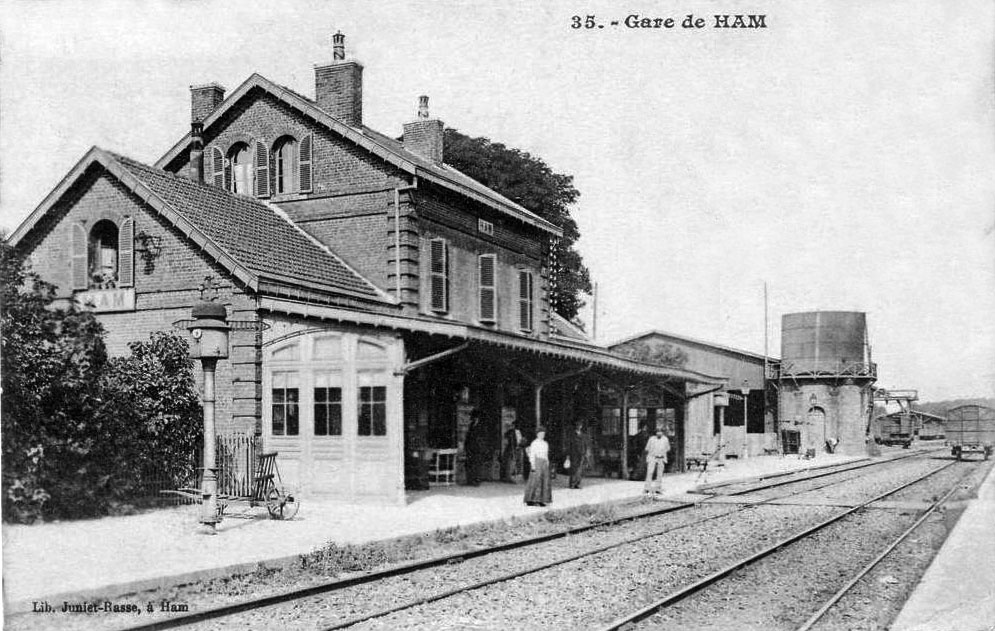
La gare de Ham au début du XXe siècle.

Dans le courant du XIXe siècle, les remparts de la ville sont arasés et transformés en promenade : les actuels boulevards.
À la fin du XIXe siècle, la ville se développe grâce à l'industrie favorisée par la mise en service par la Compagnie du Nord de la ligne de chemin de fer d'Amiens à Laon et du canal de la Somme. L'activité industrielle se caractérise alors par la fabrication de sucre et à Saint-Sulpice, village voisin de Ham par l'activité métallurgique (fonderie et construction mécanique).
La ville est également desservie par une ligne de chemin de fer secondaire à voie métrique du réseau des chemins de fer départementaux de la Somme, qui la relie de 1889 à 1949 à la gare d'Albert, et par la ligne de Saint-Quentin à Ham, exploitée par la compagnie des chemins de fer secondaires du Nord-Est de 1912 aux années 1950.

#### Première Guerre mondiale, Ham anéantie
Pendant la Grande Guerre, après la bataille de la Somme, durant laquelle la ville est dans la zone des combats, puis occupée par l'armée allemande,,.
En 1917, l'Armée allemande se replie sur la ligne Hindenburg, ligne fortifiée de Lens à Soissons, pratiquant, sur les territoires abandonnés, la tactique de la terre brûlée. C'est ainsi que la forteresse et l'ensemble de la ville de Ham sont dynamités par les Allemands le 19 mars 1917.
Au XXIe siècle, il ne reste du bel édifice que des ruines pittoresques dominant le cours paisible du canal de la Somme.
À la fin de la guerre, la commune est considérée comme très largement détruite.

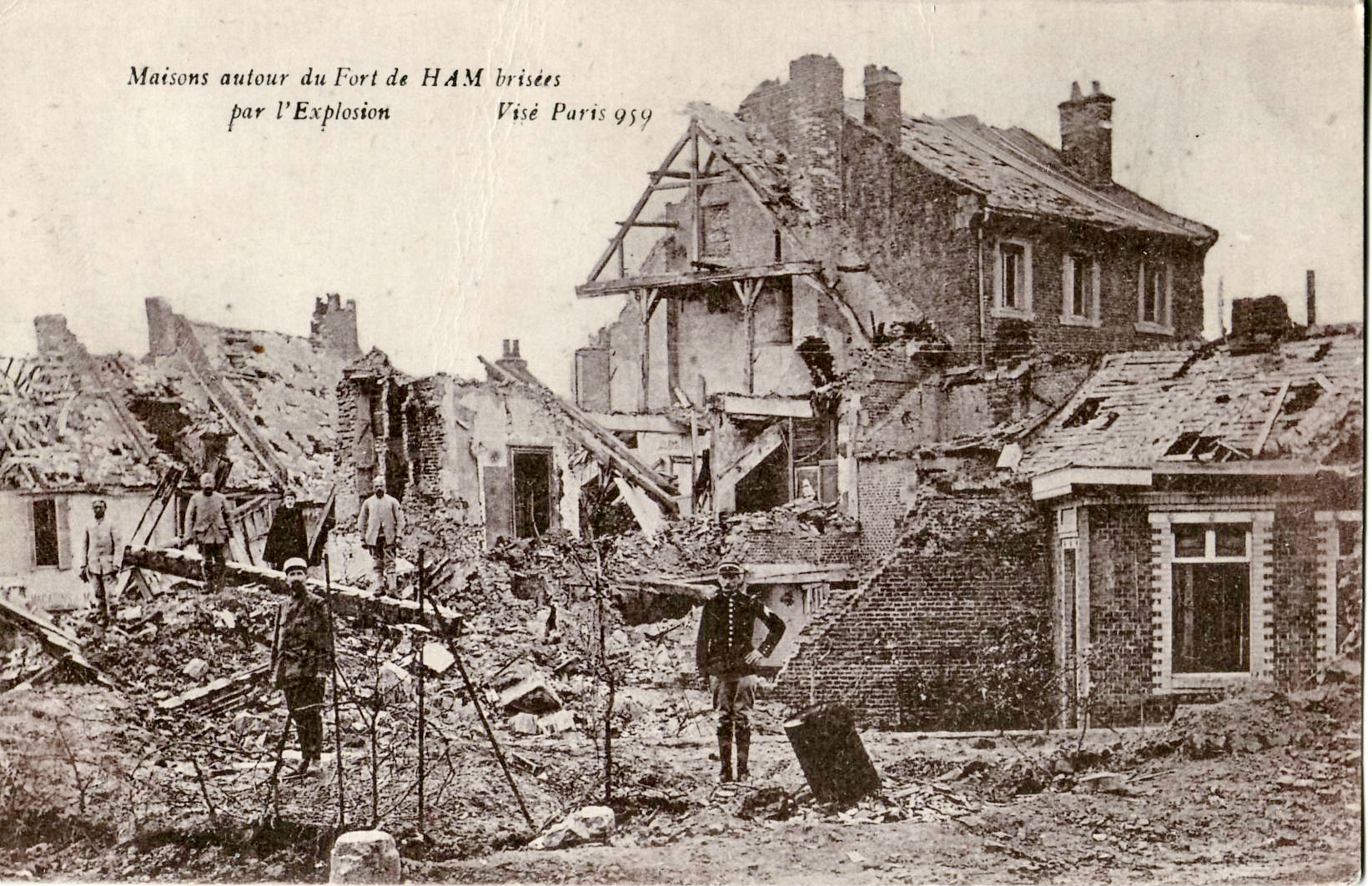
Destructions du quartier autour du fort de Ham, après l'explosion de 1917.
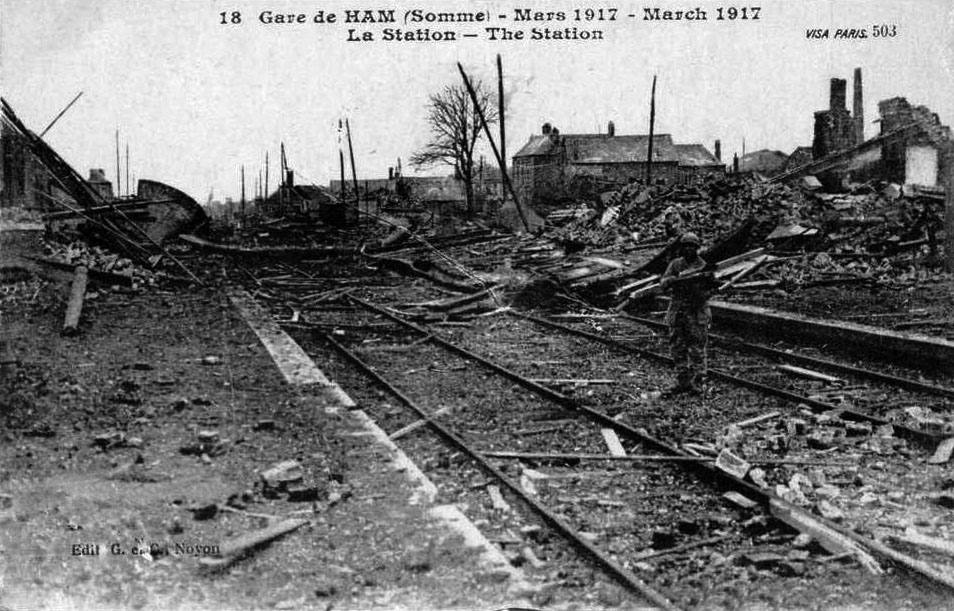
La gare en mars 1917.
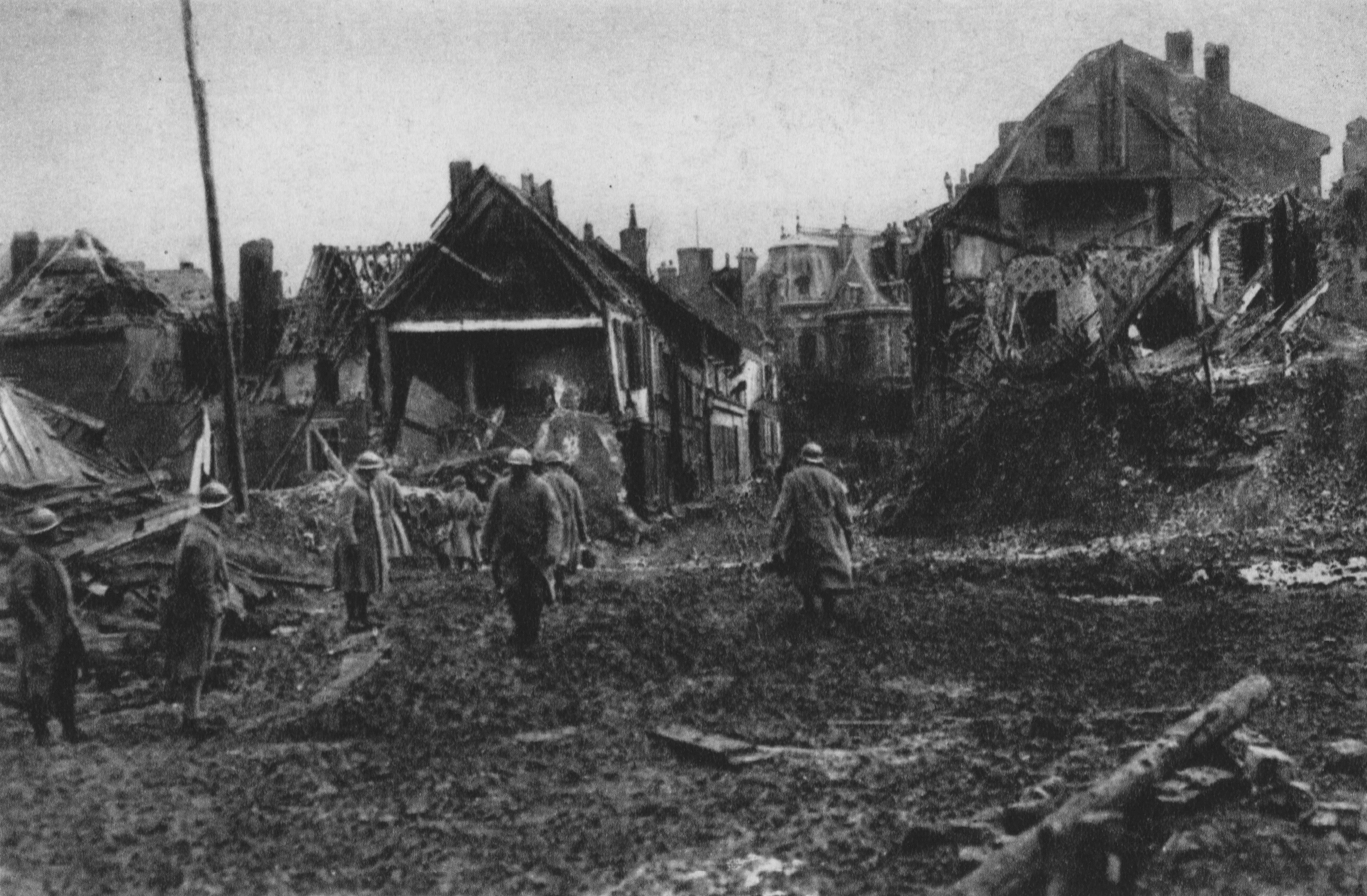
À Ham après le retrait des troupes allemandes.

La ville a été décorée de la Croix de guerre 1914-1918 le 27 octobre 1920.

#### L'Entre-deux-guerres, la reconstruction

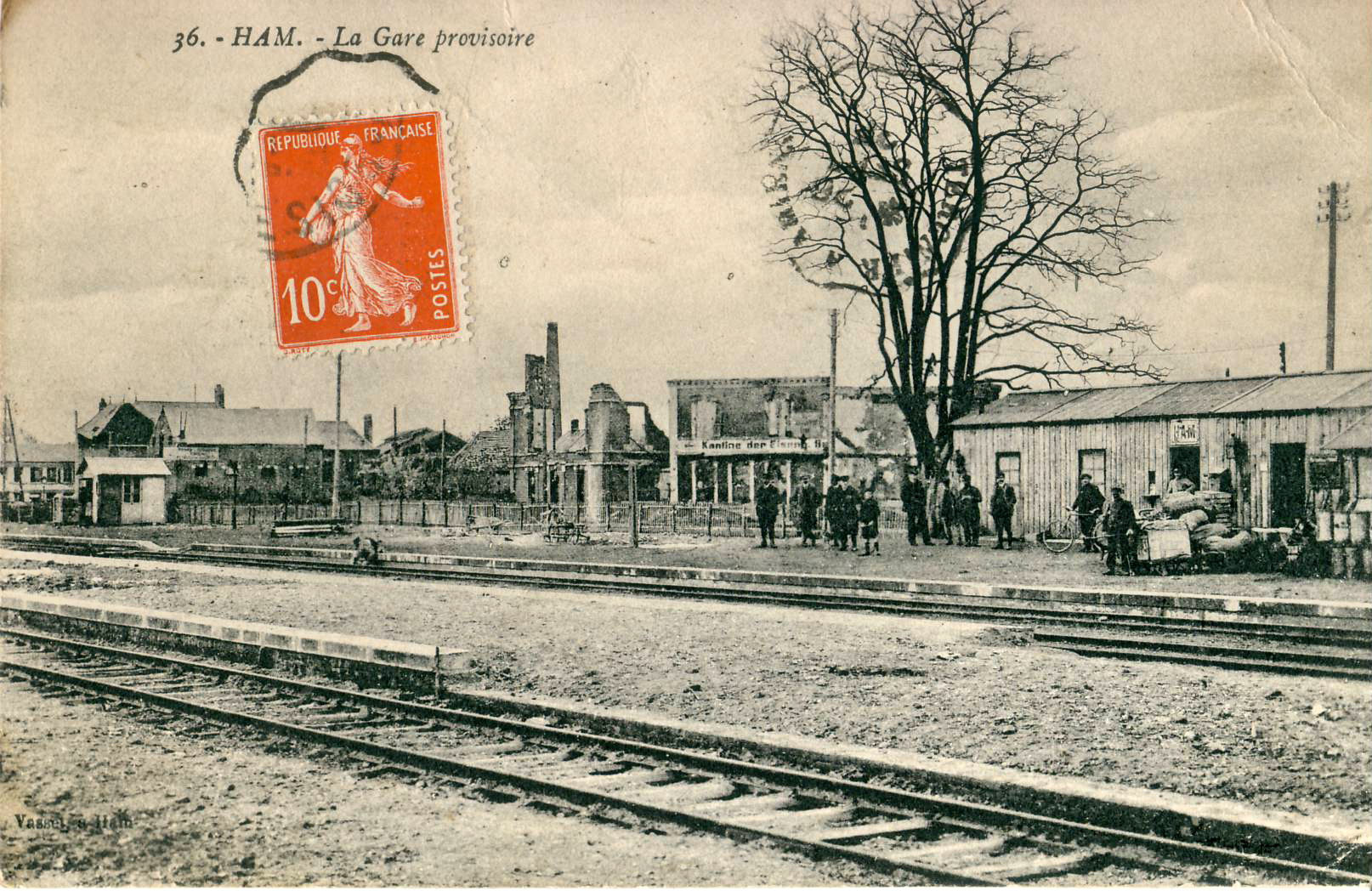
Au début de la reconstruction, une gare provisoire en baraquements est mise en service.

La reconstruction de la ville et des communes avoisinante s'est déroulée dans les années 1920 et 1930. La plupart des édifices ayant été détruits en totalité ou en partie, il est décidé de construire du neuf et de ne restaurer que l'église Notre-Dame, les bâtiments de l'ancienne abbaye, l'hôtel de ville. Le beffroi très endommagé est entièrement démoli. Les immeubles dont le plus beau fleuron était l'hôpital sont construits dans le style art déco.
La gare de Ham n'est reconstruite sur le territoire de la commune de Muille-Villette qu'en 1929, une fois que la municipalité et la compagnie du Nord ont trouvé le financement de ce chantier.
Les 24, 25 et 26 juin 1933, se déroulent les fêtes de la renaissance de Ham qui sont filmées.
Dans cette ville frontière, la conclusion des accords de Munich fin septembre 1938 suscite un soulagement et une joie profonde : le conseil municipal attribue le nom de Neville-Chamberlain à une des rues de la ville dans les jours qui suivent.

#### Seconde Guerre mondiale, débâcle, occupation et Résistance
Lors de la bataille de France, après la percée allemande à Sedan, le secteur de Ham devient un des dispositifs de la ligne Weygand dont l'objectif est d'arrêter l'avancée de l'armée allemande et de protéger Paris. Ce secteur est tenu par la 3e division légère d'infanterie commandée par le général François Duchemin. Du 18 mai au 6 juin 1940, le 140e régiment d'infanterie alpine résiste aux assauts allemands dans des combats acharnés sur la Somme à Eppeville et Ham notamment, avant de décrocher devant la vague déferlante des divisions blindées allemandes.
Pendant l'Occupation, la résistance s'organise. Des actions de sabotage ont lieu comme celle qui touche, dans la nuit du 3 au 4 décembre 1943, à Ham, l'usine Cuivre et alliages qui ne fait aucune victime. Cette usine, qui emploie environ 500 personnes, est classée Rüstung (armement) par les Allemands ; elle est paralysée aux deux tiers pendant trois semaines. Quatre ouvriers de l'usine, Robert Bibaut, Maurice Coutte, Marc Mignot et Paul Vaudoyer, sur ordre du capitaine Étienne Dromas, le groupement de résistance de Laon, parviennent à plastiquer les machines et à stopper la production d'obus et de cartouches destinés à l'armée allemande. Arrêtés, transférés à la prison d'Amiens, ils subissent interrogatoires et tortures. Trois d'entre meurent, victimes du bombardement britannique de la prison du 18 février 1944, de nom de code « opération Jéricho ». Marc Mignot quant à lui est déporté au camp de travail forcé de Coswig, en Saxe ; il réussit à survivre et rentre à Ham à la fin du conflit en 1945.
La ville de Ham est libérée par l'armée américaine le 2 septembre 1944. Elle est décorée de la croix de guerre 1939-1945 avec étoile de bronze, par décret du 11 novembre 1948.

#### Les Trente Glorieuses, la prospérité retrouvée
Pendant les Trente glorieuses, la ville connaît, comme l'ensemble de la France, une période de prospérité après la reconstruction.
La commune d'Estouilly fusionne avec Ham en 1964 et celle de Saint-Sulpice en fait de même en 1965. La ville se dote de lotissements à l'est et au nord-ouest dans les quartiers de la Plaine Saint-Martin et de Saint-Sulpice.

#### Ham frappée par la désindustrialisation à la fin duXXeet au début duXXIesiècle
Dans les années 1980, Ham est victime de la crise économique et subit le mouvement de désindustrialisation qui touche l'Europe de l'Ouest. Si les établissements industriels restent en activité, la décrue de l'emploi est inexorable, la ville perd des habitants et ne parvient pas à diversifier ses activités économiques.

## Politique et administration

### Rattachements administratifs et électoraux

#### Rattachements administratifs
La commune se trouve dans l'arrondissement de Péronne du département de la Somme.
Elle était depuis 1793 le chef-lieu du canton de Ham. Dans le cadre du redécoupage cantonal de 2014 en France, cette circonscription administrative territoriale a disparu, et le canton n'est plus qu'une circonscription électorale.

#### Rattachements électoraux
Pour les élections départementales, la commune est le bureau centralisateur depuis 2014 d'un nouveau  canton de Ham
Pour l'élection des députés, elle fait partie de la cinquième circonscription de la Somme.

### Intercommunalité
La commune était le siège de la communauté de communes du Pays hamois, qui succédait au district de Ham, créé en 1960, et qui a intégré depuis plusieurs communes.
La loi portant nouvelle organisation territoriale de la République (Loi NOTRe) du 7 août 2015, prévoyant que les établissements publics de coopération intercommunale (EPCI) à fiscalité propre doivent avoir un minimum de 15 000 habitants, le schéma départemental de coopération intercommunale (SDCI) arrêté par le préfet de la Somme le 30 mars 2016 prévoit notamment la fusion des communautés de communes du Pays hamois et celle du Pays neslois, afin de constituer une intercommunalité de 42 communes groupant 20 822 habitants, et précise qu'il « s'agit d'un bassin de vie cohérent dans lequel existent déjà des migrations pendulaires entre Ham et Nesle. Ainsi Ham offre des équipements culturels, scolaires et sportifs (médiathèque et auditorium de musique de grande capacité, lycée professionnel, complexe nautique), tandis que Nesle est la commune d'accueil de grandes entreprises de l'agroalimentaire ainsi que de leurs sous-traitants ».
La fusion intervient le 1er janvier 2017 et la nouvelle structure, dont Ham est le siège, prend le nom de communauté de communes de l'Est de la Somme,.

### Tendances politiques et résultats
Lors du premier tour des élections municipales de 2014 dans la Somme, la liste UDI-DVD menée par Grégory Labille obtient la majorité absolue des suffrages exprimés avec 1 092 voix (21 conseillers municipaux élus dont 7 communautaires), devançant largement celles menées respectivement par : 

- Marc Bonef, maire sortant (UMP, 628 voix, 28,80 %, 4 conseillers municipaux élus dont 1 communautaire) ; 

- Éric Legrand (DVG, 460 voix, 21,10 %, 2 conseillers municipaux élus dont 1 communautaire).

Lors de ce scrutin, 29,57 % des électeurs se sont abstenus.
Lors du premier tour des élections municipales de 2020 dans la Somme, la liste DVG menée par Eric Legrand  obtient la majorité absolue des suffrages exprimés, avec 1 097 voix (65,80 %, 23 conseillers municipaux élus dont 9 communautaires), devançant très largement celle LR menée par le maire sortant Grégory Labille, qui a recueilli 570 voix (34,19 %, 4 conseillers municipaux élus dont 2 communautaires).
Lors de ce scrutin marqué par la pandémie de Covid-19 en France, 44,18 % des électeurs se sont abstenus,.

### Administration municipale
Compte tenu de la population de la ville, son conseil municipal est composé de vingt-sept élus, y compris le maire et ses adjoints.

### Liste des maires
Depuis 1945, huit maires se sont succédé à Ham :
| Période   | Période                        | Identité        | Étiquette    | Qualité |
| --------- | ------------------------------ | --------------- | ------------ | --- |
| 1945      | 1965                           | Gaston Lejeune  | SFIO         | Commerçant conseiller général de Ham (1945 → 1958) Maire de Villers-Carbonnel (1929 → 1935) |
| 1965      | 1970                           | Émile Luciani   | UDR          | Représentant de commerce Député de la Somme (1956 → 1973) Conseiller général de Ham (1958 → 1970) |
| 1970      | 1971                           | André Delattre  | DVD          | Artisan commerçant |
| mars 1971 | mars 1977                      | Michel Rigaux   | PS           | Médecin |
| mars 1977 | mars 1989                      | Jean Goubet     | PCF          | Professeur d'anglais Conseiller général de Ham (1970 → 1982) |
| mars 1989 | mars 2014                      | Marc Bonef      | RPR puis UMP | Médecin Conseiller régional de Picardie (2010 → 2015) Président de la CC Pays hamois (2001 → 2014) |
| mars 2014 | mai 2020                       | Grégory Labille | UDI puis LR  | Enseignant Conseiller général de Ham (2008 → 2015) Adjoint au maire de Ham chargé de l'éducation (2001 → 2014) Vice-président de la CC de l'Est de la Somme (2017 → 2020) Député suppléant de Stéphane Demilly (2012 → 2020) Député de la Somme (5e circ.) (2020 → 2022) |
| mai 2020  | En cours (au 19 décembre 2022) | Éric Legrand    | DVG          | Chef d'entreprise Maire de Bray-Saint-Christophe (1983 → 2014) Président de la CC du Pays Hamois (2014 → 2016) |

### Jumelages
Au 4 juillet 2012, Ham est jumelée avec :
- Eisfeld (Allemagne) depuis 1995.

## Équipements et services publics

### Enseignement
Ham est située dans l'académie d'Amiens.
En 2012, la ville gère trois écoles maternelles et deux écoles élémentaires communales.
Le département finance l'équipement et le fonctionnement technique du collège Victor-Hugo et la région : le lycée professionnel Jean-Charles-Peltier.
Toujours en 2012, les Hamois disposent également d'un établissement d'enseignement privé (école et collège Notre-Dame).

### Équipements culturels
L'ancien théâtre a été transformé en cinéma dans les années 1970. Après plusieurs années de fermeture, il a été rebaptisé Le Méliès et rouvert au milieu des années 1980 grâce à l'action de l'association Ciném'Ham[réf. nécessaire].
La ville de Ham dispose d'un centre socio-culturel géré par la caisse d'allocations familiales (C.A.F.) de la Somme[réf. nécessaire].

### Équipements sportifs

- Le Basket-ball Hamois (BBH) est localisé au gymnase Jean-Moulin. Lors de la saison 1993-1994, le club évoluait en National 1 (actuellement Pro A). Il évolue actuellement dans le championnat de Régionale 3 des Hauts-de-France. Il est le club phare de la ville.
- L'US Ham football club a évolué en National (D3) lors de la saison 1990-1991. Les rencontres ont lieu au stade Gaston-Lejeune[réf. nécessaire].
- Le dojo du club de judo de Ham est situé à côté du collège Victor-Hugo, dans le même ensemble que le gymnase Jean-Moulin de la ville.

### Santé
La ville de Ham est dotée d'un centre hospitalier, d'une maison de retraite et de plusieurs cabinets médicaux, d'un centre de planification familial et d'un service de protection maternelle et infantile (P.M.I.)[réf. nécessaire].

## Population et société

### Démographie
Ses habitants s'appellent les « Hamois ».

#### Évolution démographique
L'évolution du nombre d'habitants est connue à travers les recensements de la population effectués dans la commune depuis 1793. Pour les communes de moins de 10 000 habitants, une enquête de recensement portant sur toute la population est réalisée tous les cinq ans, les populations de référence des années intermédiaires étant quant à elles estimées par interpolation ou extrapolation. Pour la commune, le premier recensement exhaustif entrant dans le cadre du nouveau dispositif a été réalisé en 2006.

En 2022, la commune comptait 4 408 habitants, en évolution de −5 % par rapport à 2016 (Somme : −1,26 %, France hors Mayotte : +2,11 %).
| 1793  | 1800  | 1806  | 1821  | 1831  | 1836  | 1841  | 1846  | 1851  |
| ----- | ----- | ----- | ----- | ----- | ----- | ----- | ----- | ----- |
| 1 720 | 1 544 | 1 771 | 1 775 | 1 883 | 2 185 | 2 537 | 2 892 | 2 375 |

| 1856  | 1861  | 1866  | 1872  | 1876  | 1881  | 1886  | 1891  | 1896  |
| ----- | ----- | ----- | ----- | ----- | ----- | ----- | ----- | ----- |
| 2 573 | 2 873 | 2 728 | 2 733 | 3 122 | 3 043 | 2 837 | 3 082 | 3 254 |

| 1901  | 1906  | 1911  | 1921  | 1926  | 1931  | 1936  | 1946  | 1954  |
| ----- | ----- | ----- | ----- | ----- | ----- | ----- | ----- | ----- |
| 3 300 | 3 233 | 3 161 | 2 097 | 2 793 | 2 787 | 3 108 | 3 166 | 3 598 |

| 1962  | 1968  | 1975  | 1982  | 1990  | 1999  | 2006  | 2011  | 2016  |
| ----- | ----- | ----- | ----- | ----- | ----- | ----- | ----- | ----- |
| 4 204 | 5 697 | 6 074 | 6 041 | 5 532 | 5 398 | 5 221 | 4 899 | 4 640 |

| 2021  | 2022  | - | - | - | - | - | - | - |
| ----- | ----- | - | - | - | - | - | - | - |
| 4 459 | 4 408 | - | - | - | - | - | - | - |

#### Pyramide des âges
La population de la commune est relativement jeune.
En 2018, le taux de personnes d'un âge inférieur à 30 ans s'élève à 34,8 %, soit en dessous de la moyenne départementale (36,4 %). À l'inverse, le taux de personnes d'âge supérieur à 60 ans est de 30,5 % la même année, alors qu'il est de 26,0 % au niveau départemental.
En 2018, la commune comptait 2 133 hommes pour 2 463 femmes, soit un taux de 53,59 % de femmes, largement supérieur au taux départemental (51,49 %).
Les pyramides des âges de la commune et du département s'établissent comme suit.
| Hommes | Classe d’âge | Femmes |
| ------ | ------------ | ------ |
| 1,1    | 90 ou +      | 2,6    |
| 8,8    | 75-89 ans    | 13,8   |
| 17,4   | 60-74 ans    | 16,9   |
| 20,8   | 45-59 ans    | 18,5   |
| 15,7   | 30-44 ans    | 14,7   |
| 17,7   | 15-29 ans    | 15,1   |
| 18,4   | 0-14 ans     | 18,5   |

| Hommes | Classe d’âge | Femmes |
| ------ | ------------ | ------ |
| 0,6    | 90 ou +      | 1,8    |
| 6,7    | 75-89 ans    | 9,4    |
| 17,2   | 60-74 ans    | 18,1   |
| 19,8   | 45-59 ans    | 19,1   |
| 18,2   | 30-44 ans    | 17,5   |
| 19,4   | 15-29 ans    | 18     |
| 18,2   | 0-14 ans     | 16,2   |

### Manifestations culturelles et festivités

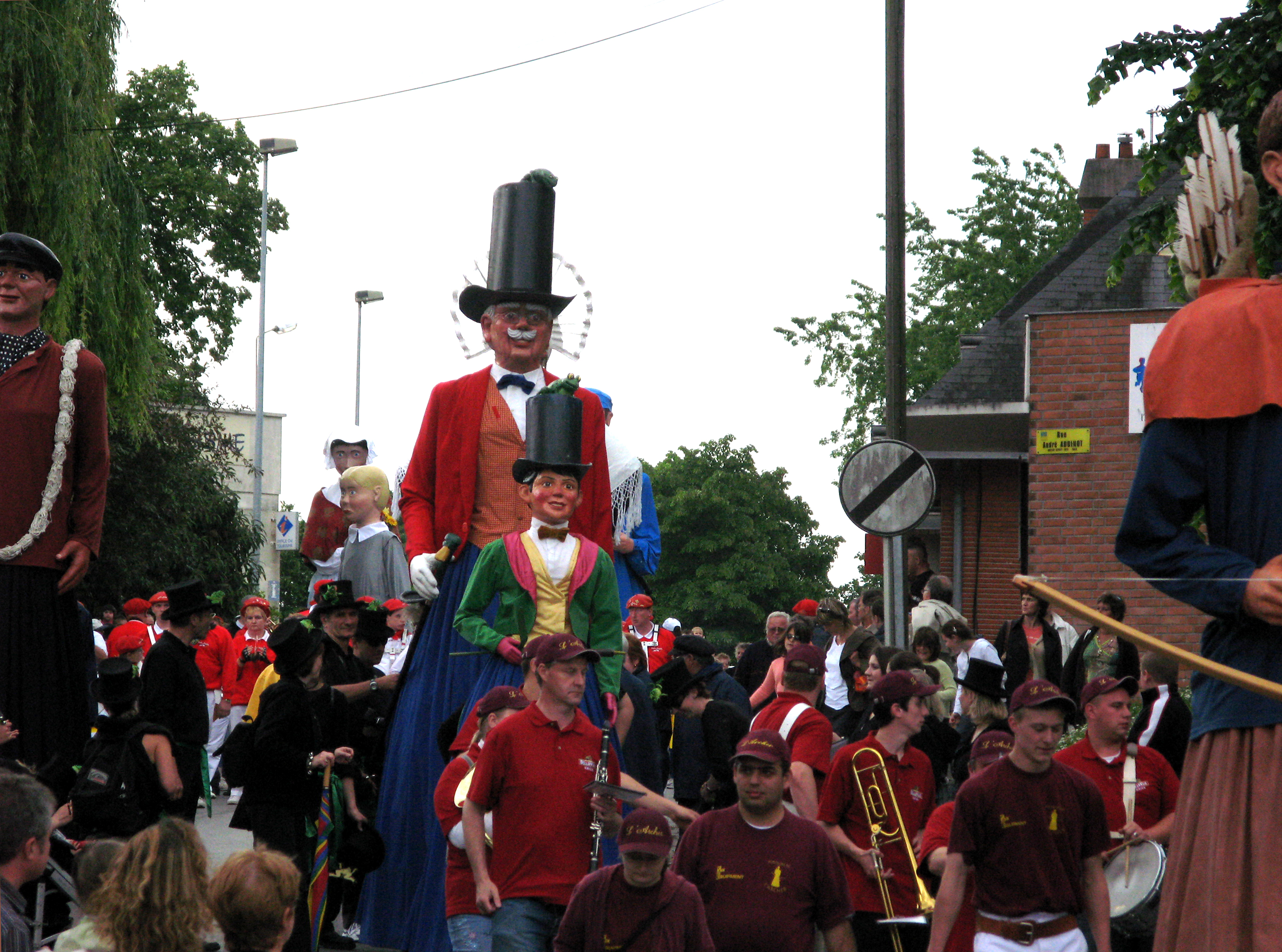
Dudule et Armandine parmi d'autres géants quittant loffice de tourisme.

En 2005, la ville renoue avec la tradition des géants.
Les trois silhouettes de Tchout Jaques, Armandine et Dudule animent épisodiquement la cité — comme en mai 2007, par exemple, avec « El cavalcade ed Tchout Jaques, » — et assurent des prestations dans d'autres villes organisant des parades.
L'édition 2009 a eu lieu le dimanche 19 avril et a donné lieu peu après, dès le 22 avril, à l'annonce de l'ouverture du site consacré à l'association.

## Économie
Les activités de commerce de détail, de banque et d'assurance sont concentrées dans le centre-ville. Les activités de production industrielle sont situées à la périphérie de la ville.
Les établissements scolaires secondaires ont été construits en périphérie du centre-ville de même que des espaces récréatifs, stade de football, piscine, dojo etc.

### Budget et fiscalité 2020
En 2020, le budget de la commune était constitué ainsi :
- total des produits de fonctionnement : 4 382 000 €, soit 931 € par habitant ;
- total des charges de fonctionnement : 4 181 000 €, soit 888 € par habitant ;
- total des ressources d'investissement : 1 011 000 €, soit 215 € par habitant ;
- total des emplois d'investissement : 1 278 000 €, soit 272 € par habitant ;
- endettement : 1 819 000 €, soit 386 € par habitant.

Avec les taux de fiscalité suivants :
- taxe d'habitation : 20,38 % ;
- taxe foncière sur les propriétés bâties : 10,56 % ;
- taxe foncière sur les propriétés non bâties : 24,52 % ;
- taxe additionnelle à la taxe foncière sur les propriétés non bâties : 43,74 % ;
- cotisation foncière des entreprises : 13,18 %.

Chiffres clés Revenus et pauvreté des ménages en 2019 : médiane en 2019 du revenu disponible, par unité de consommation : 16 940 €.

### Entreprises et commerces
Une usine métallurgique Aluminium France extrusion se trouve sur la commune.

## Culture locale et patrimoine

### Lieux et monuments

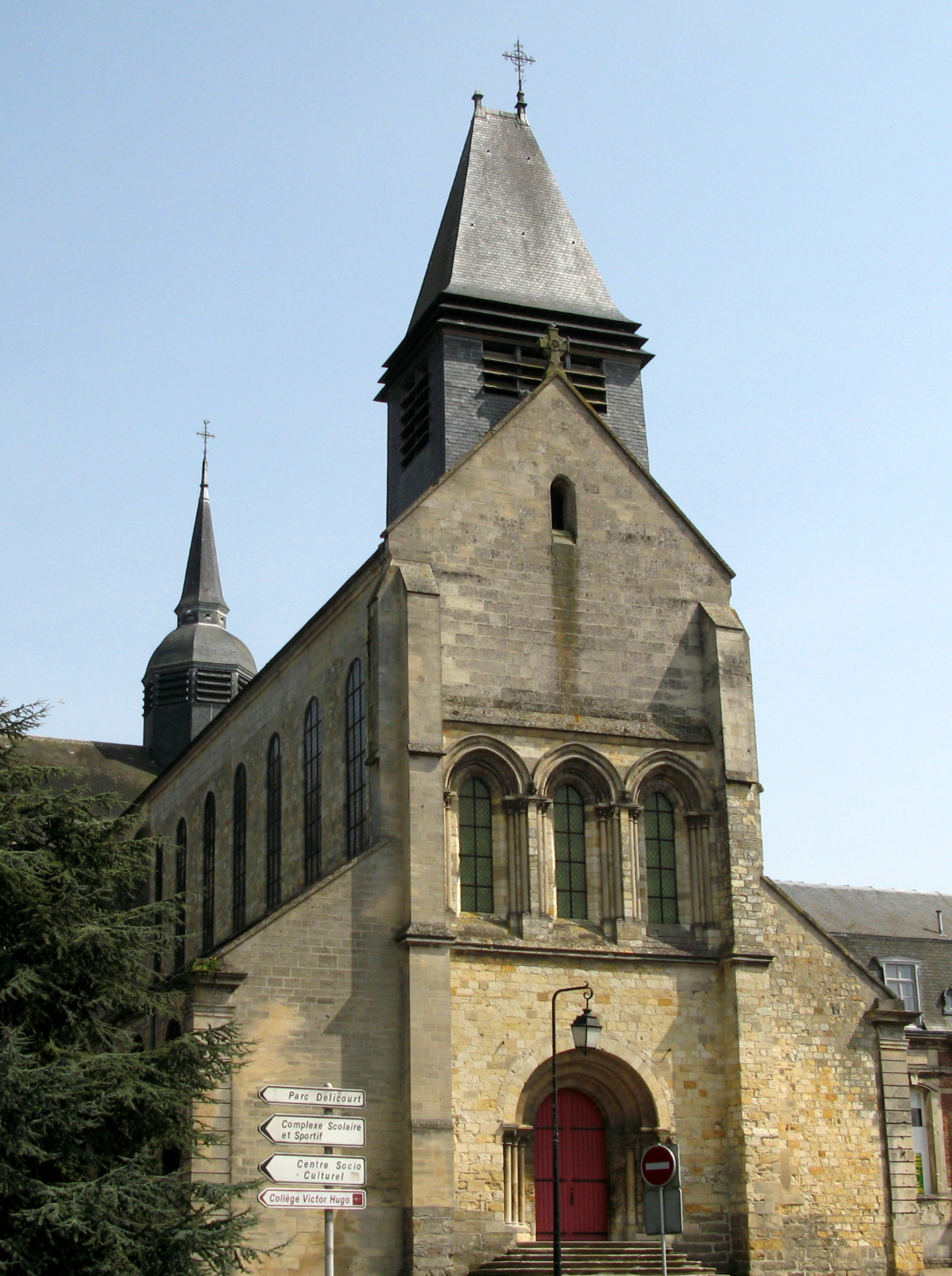
L'église Notre-Dame.

- Château fort[36] 
La ville de Ham possède des vestiges d'un château fort[88],[89],[90] dont les premiers remparts élevés en pierre datent du XIIIe siècle sous le règne du seigneur des lieux : Odon IV. Dès le XVe siècle, sous l'influence de Jean II de Luxembourg-Ligny, puis de son neveu Louis de Luxembourg-Saint-Pol, le château se transforme en une véritable forteresse féodale qui est très convoitée. Louis de Luxembourg, comte de Saint-Pol et connétable de Louis XI en 1465, fait édifier un donjon monumental : 33 m de hauteur, 33 m de diamètre, 11 m d'épaisseur de murs[31].

En mars 1917, l'occupant allemand fait sauter en grande partie ce château dont il ne reste aujourd'hui que la tour d'entrée et quelques vestiges du donjon et des remparts.
Les vestiges du château de Ham sont  Inscrit MH (1965).

Le château de Ham
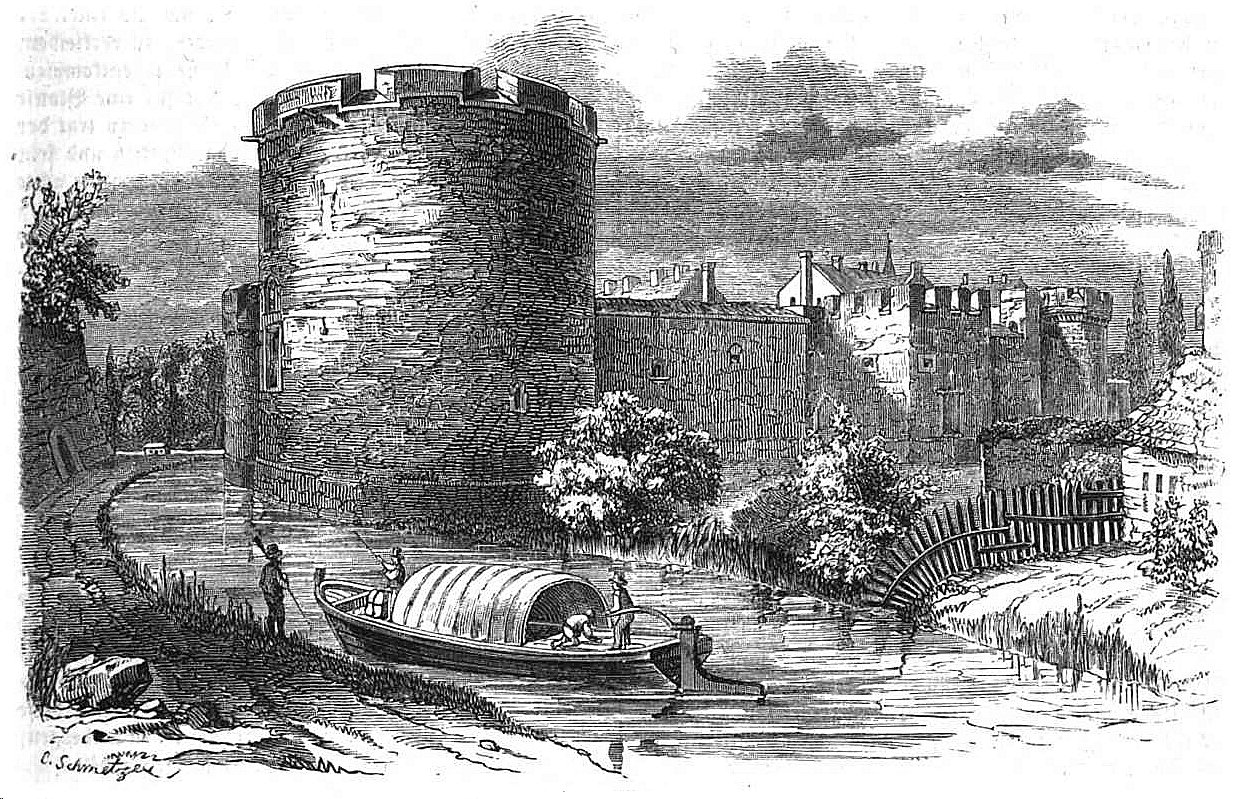
Le château, vers 1853.
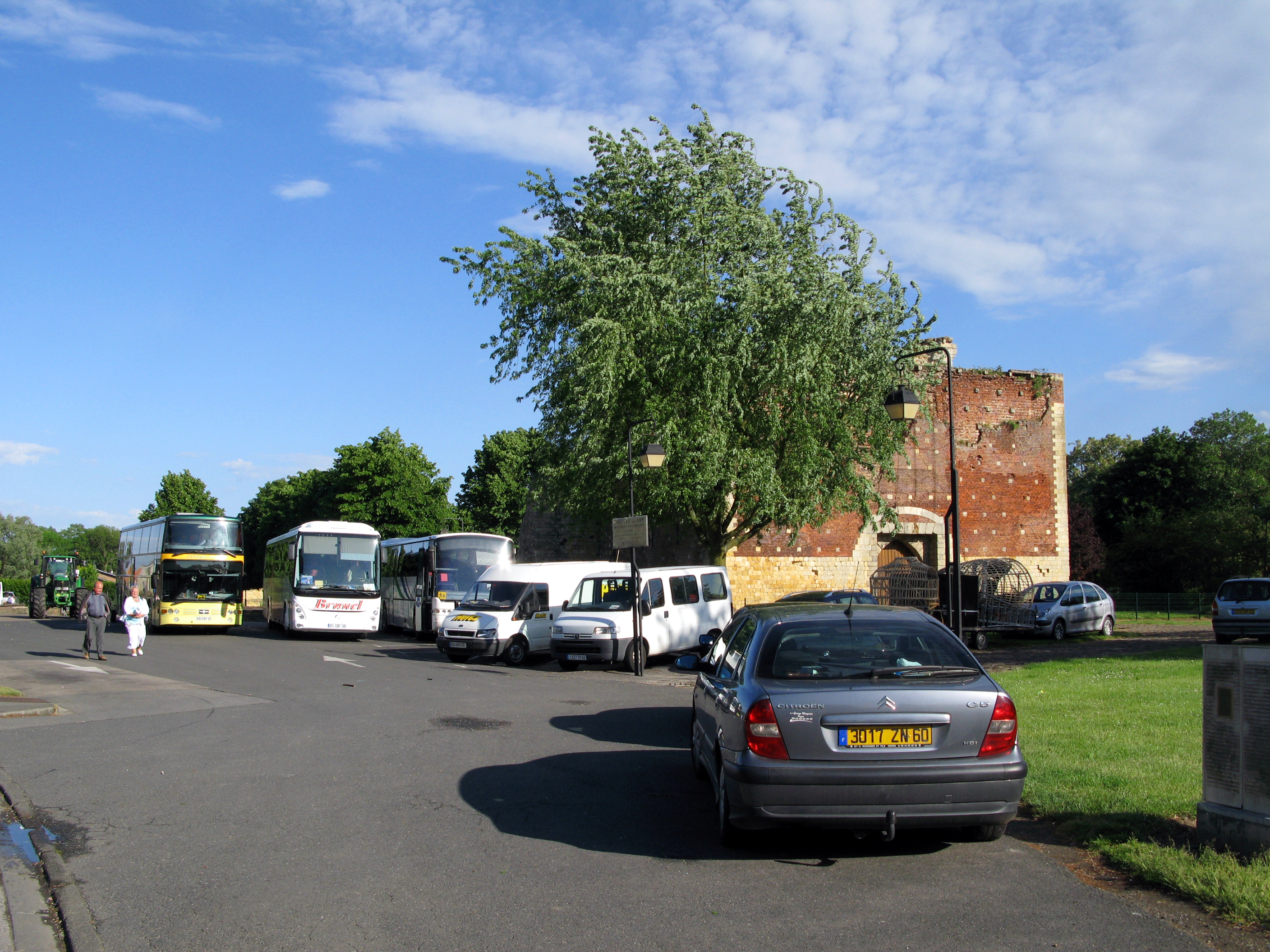
Tour d'entrée et parking du château.
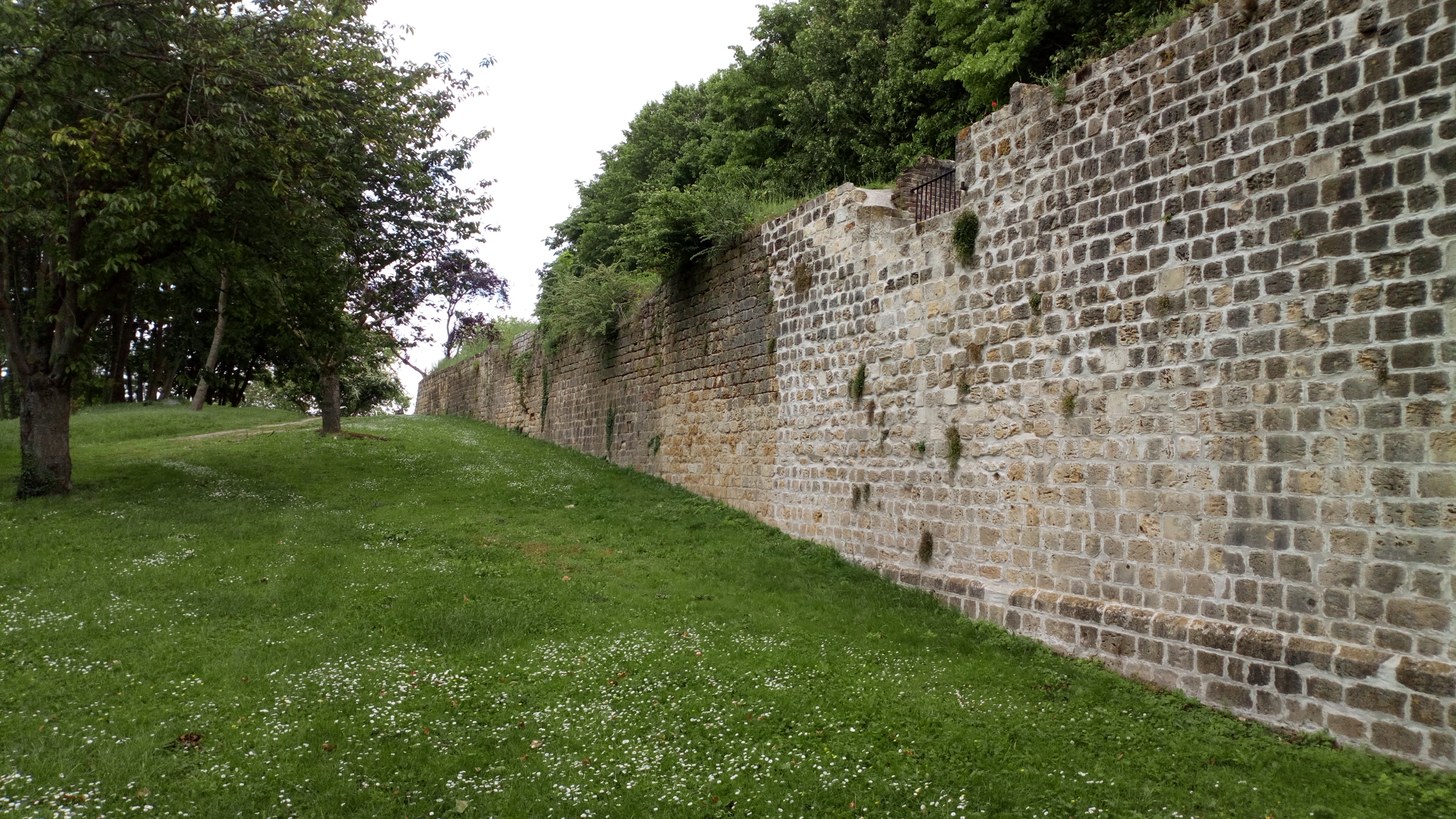
Vestiges de muraille.

- Église Notre-Dame : 
Ancienne église abbatiale d'un monastère de chanoines génovéfains fondé en 1108. Le chœur, le transept et surtout la crypte sont les parties les plus intéressantes ; leur construction remonte à la fin du XIIe et au début du XIIIe siècle.

De la période romane subsistent les trois baies de la façade occidentale et la crypte.  Classé MH (1888).
La crypte, construite entre 1180 et 1220, est la partie la plus intéressante de l'édifice. Les voûtes sur croisées d'ogives reposent sur de massives colonnes. On peut y voir deux gisants du XIIIe siècle, celui d'Odon IV, seigneur de Ham, mort en 1234, et celui de sa femme Isabelle de Béthencourt.
Le maître-autel et la chaire à prêcher, malheureusement disparue)  datent du XVIIIe siècle.
Les bâtiments abbatiaux qui subsistent dont le logis abbatial reconstruit en 1701, abritent aujourd'hui un collège privé catholique.

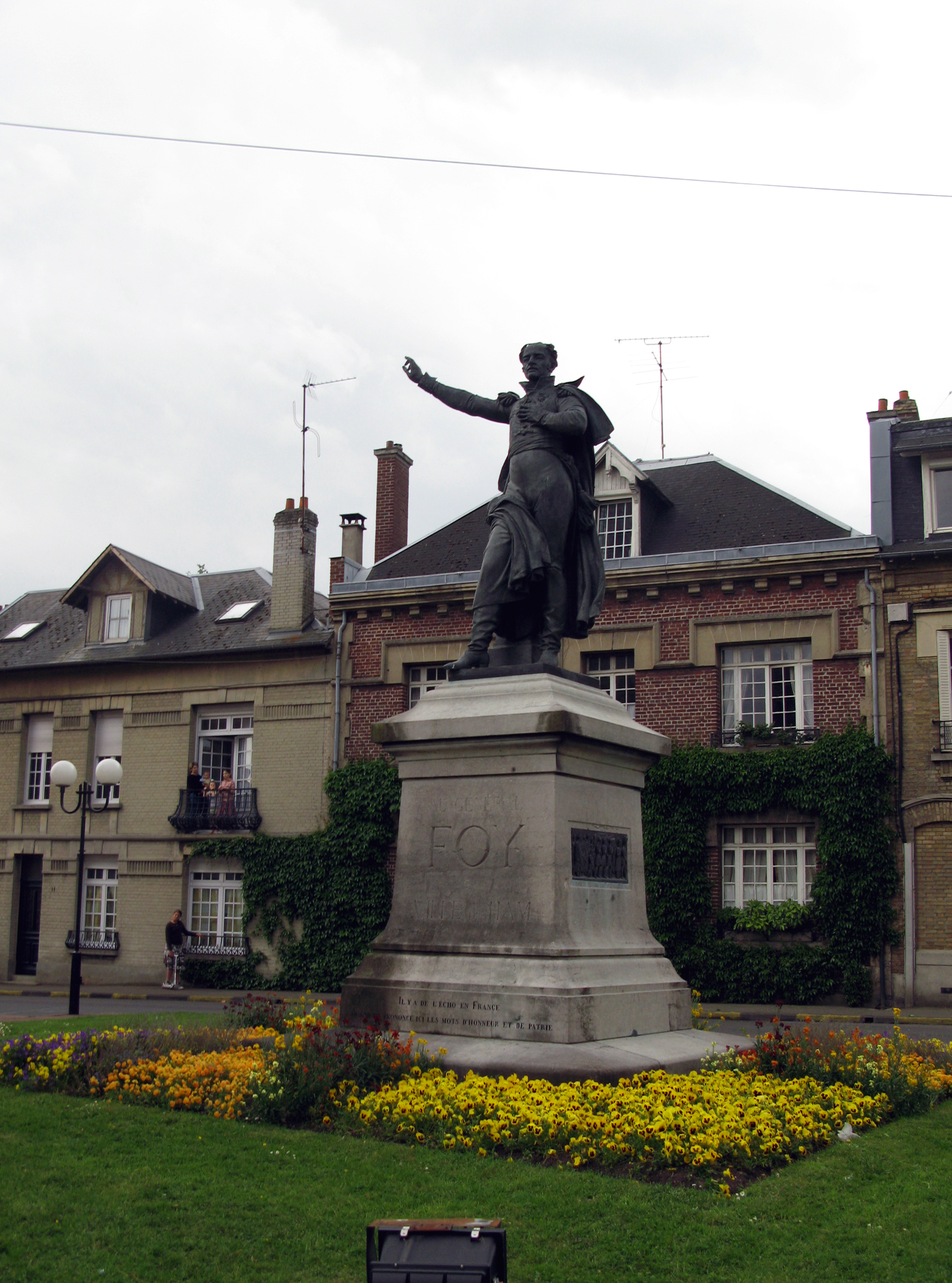
Statue du général Foy.

- L'hôtel de ville : 
Reconstruit par l'architecte de Saint-Quentin Ch. Chérier en 1879, l'hôtel de ville a été détruit au cours de la Première Guerre mondiale. Seule la façade a subsisté. L'édifice a été reconstruit sous la maîtrise d'œuvre de Henri Brassart-Mariage et fils de Saint-Quentin de 1925 à 1927 dans le style des hôtels de ville flamands, et en remployant des ferronneries anciennes récupérées dans les ruines[98],[99]. Dans la salle des délibérations, buste du général Foy.

- Monument du général Foy : 
Sur la place de l'hôtel de ville, se dresse le monument à la mémoire du général Foy, né dans une maison de la place. Une statue en bronze du sculpteur Ernest-Eugène Hiolle est posée sur un piédestal sur lequel sont reproduits les bas-reliefs du tombeau du général au cimetière du Père-Lachaise à Paris, dus à David d'Angers. Ce monument a été érigé en 1879, à la suite d'une souscription publique, à l'initiative de la municipalité[100].
- Immeubles art déco : 
Le centre-ville, caractéristique de la reconstruction après 1918, avec l'hôtel de ville, l'Hôtel de France et un ensemble de constructions civiles[98],[17]. On peut également noter l'hospice-hôpital-orphelinat, 56 rue de Verdun, construit en 1931 en briques et béton-armé[101].

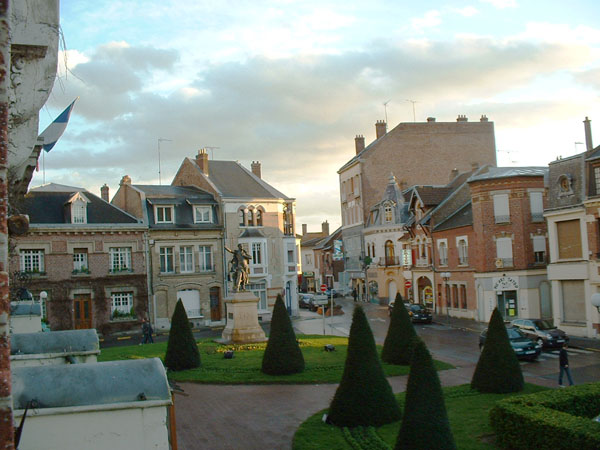
Panorama, en 2004.
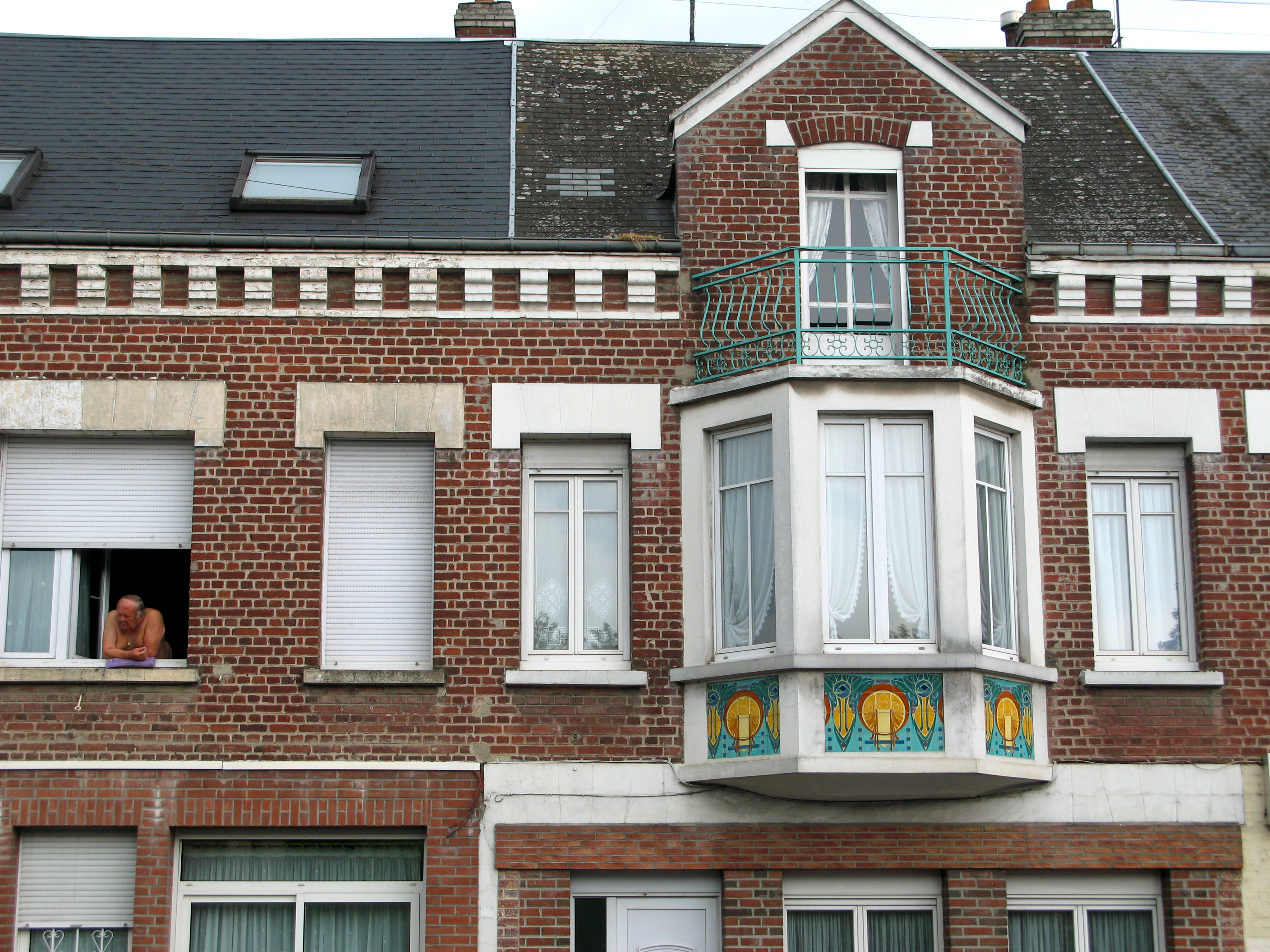
Façade, rue de Noyon.
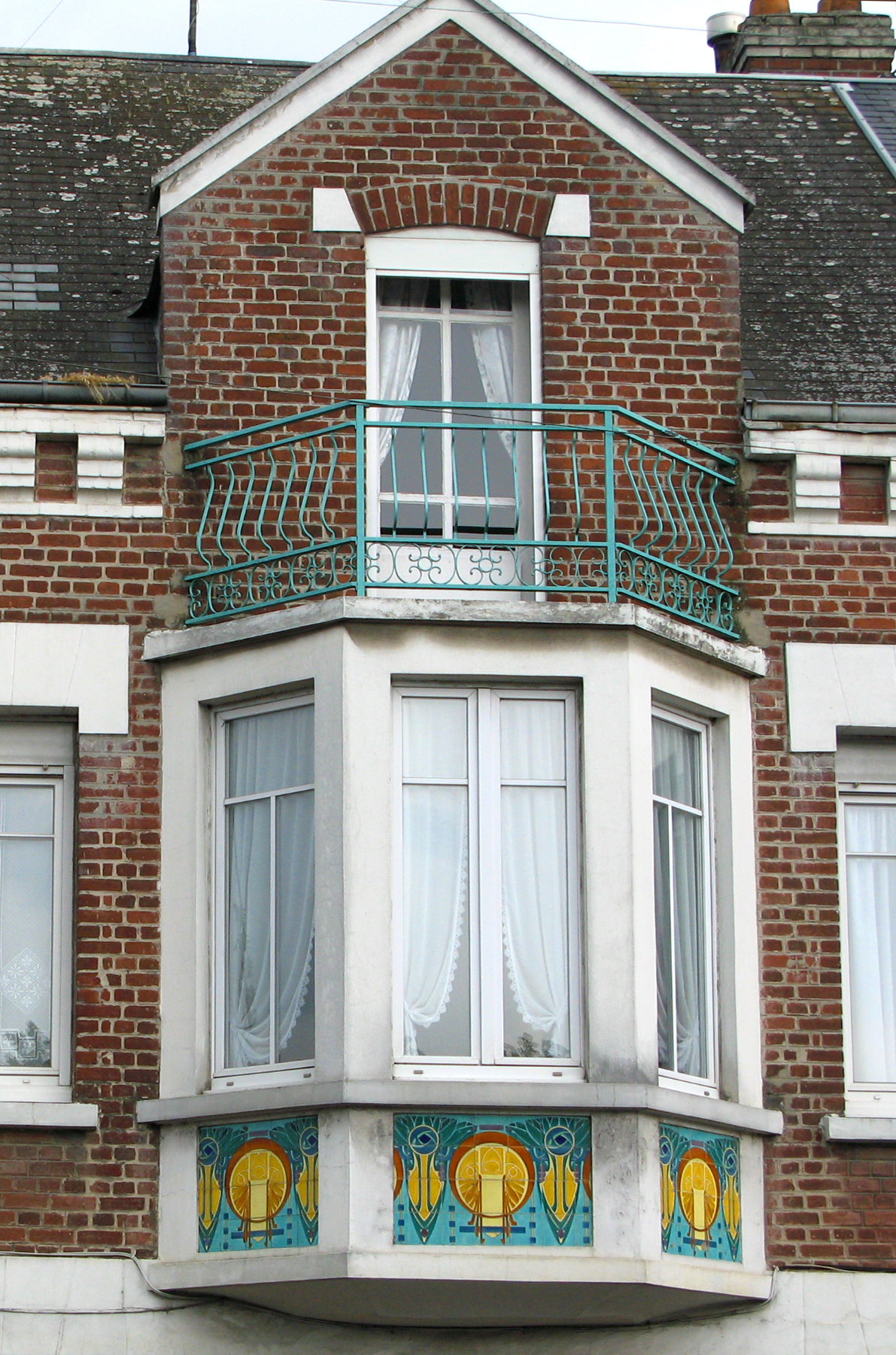
Détail.
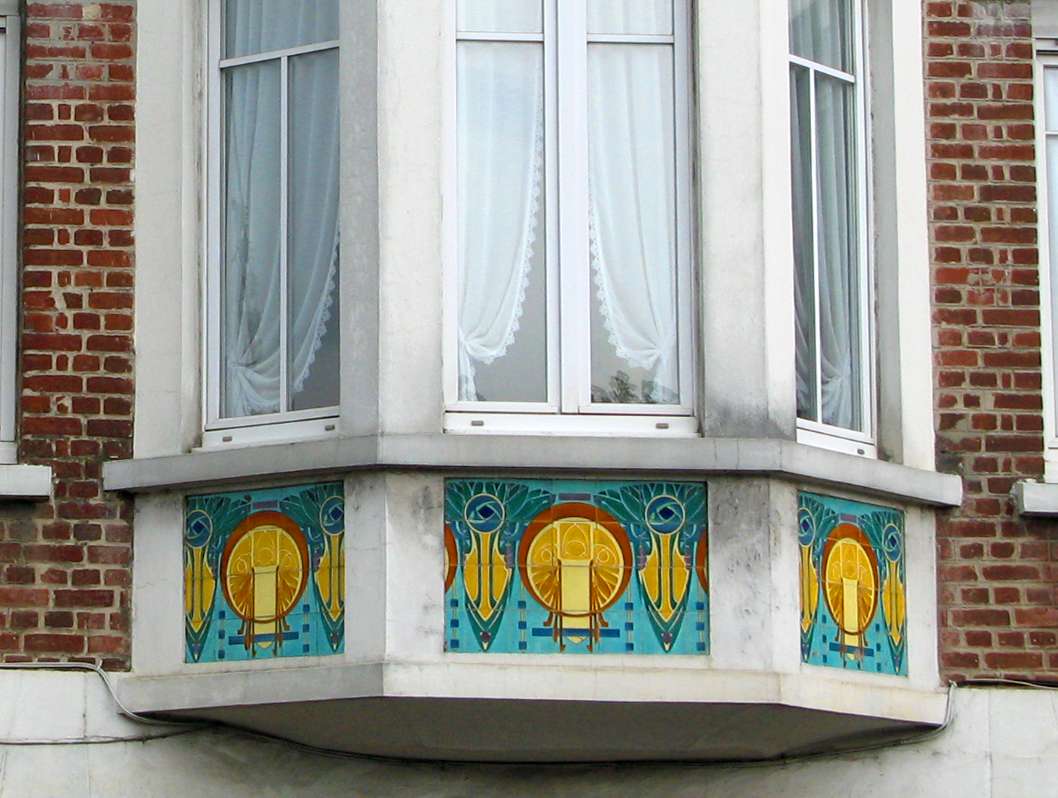
Détail.

- Monument de la Guerre de 1870 : 
Dans le cimetière de Ham, a été érigé un monument commémorant les combats du 9 décembre 1870 qui ont vu la capitulation de la garnison prussienne assiégée dans Ham. Il est dédié à la mémoire des soldats de l'armée du Nord morts pour la Défense nationale.
- Parc Delicourt[102] : 
Dessiné par un paysagiste de Paris, à la fin du XIXe siècle, ce parc est agrémenté d'une pièce d'eau, de hautes futaies et de massifs de fleurs.

- Bâtiments industriels : 

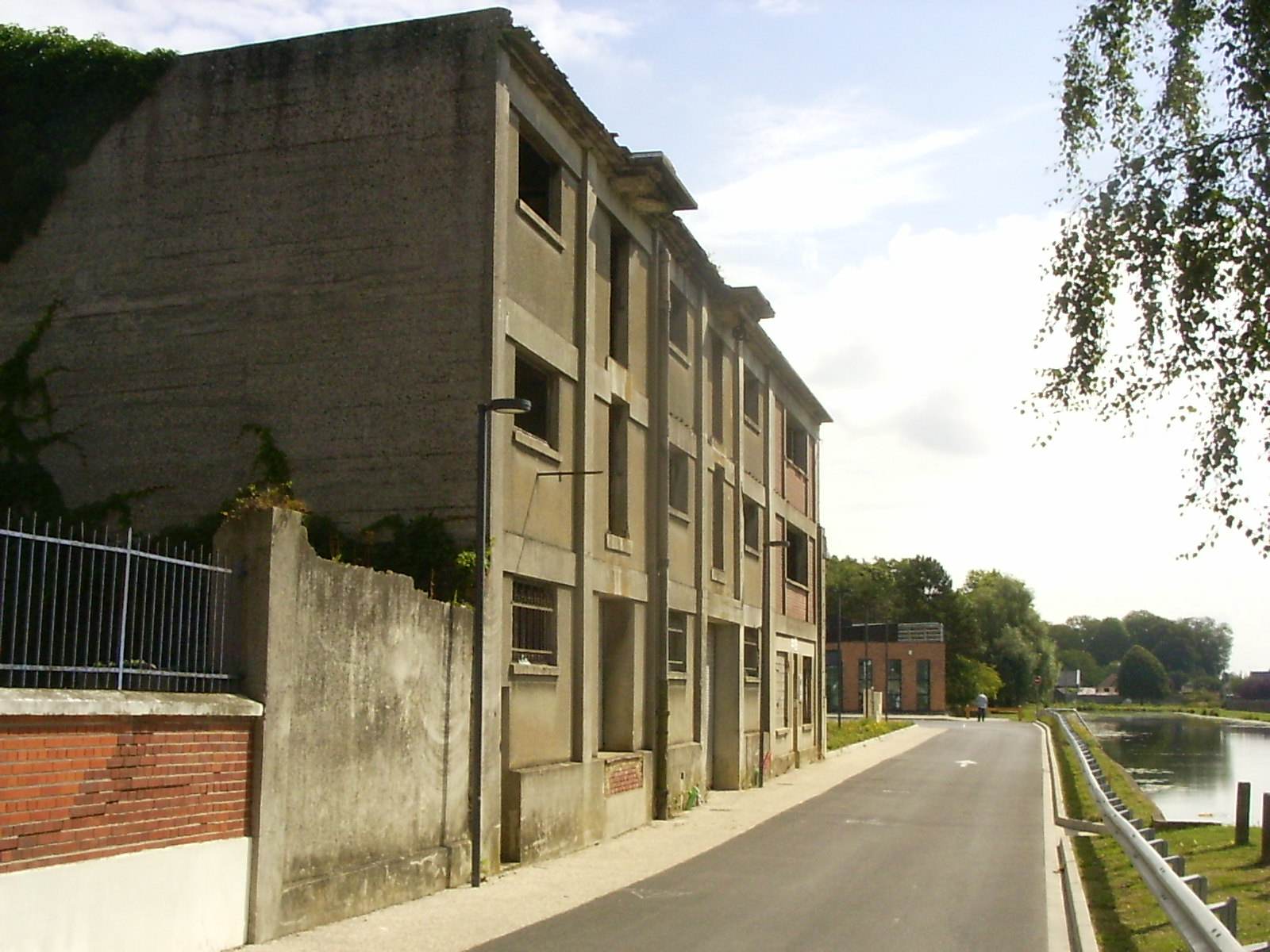
Patrimoine industriel.

  - Ancienne usine de transformation de métaux, 38 route de Chauny, implantée sur un ancien site industriel occupé avant la Première Guerre mondiale par la S.A. de la Distillerie de Sébastopol, reprise par l'Omnium industriel de Ham, puis en 1930 par la Compagnie française des produits métallurgiques, et en 1945 par la S.A. Cuivres et alliages. L'usine est devenue Softal sous laquelle les ateliers de fabrication ont été agrandis à la fin du 2e quart du XXe siècle[103].
  - Ancien moulin à farine sur la Somme, dit Moulin Filou, rue Salvador-Allende, reconstruit au lendemain de la Première Guerre mondiale qui a cessé de fonctionner en 1957 et transformé depuis en magasin de commerce[104].
  - Autres exemples d'architecture industrielle du XXe siècle, les anciens Ateliers de Saint-Sulpice, 10 rue du Marais[105], ou l'ancienne sucrerie Achille Bernot, 33 rue de Verdun[106].
- Les hardines, jardins maraîchers implantés sur les deux communes de Ham et Eppeville, qui intègrent la nature à la ville[107].
- Estouilly : C'est une ancienne commune fusionnée avec Ham en 1964, où se trouvait un château, détruit pendant la Première Guerre mondiale[108].
L'église Saint-Médard d'Estouilly est de style préroman. Quelques indices permettent de dater sa construction du milieu du XIe et le tout début du XIIe siècle[109].

### Personnalités liées à la commune
- {{Gilber évêque de Meaux}} Saint Gilbert né à Ham le 30 septembre 950. Il fut d'abord chanoine à Saint Quentin, puis évêque de Meaux. Il est décédé le 13 février 1009[110].
- Odon IV, seigneur de Ham qui fait bâtir le château fort au XIIIe siècle.
- Louis de Luxembourg-Saint-Pol (1418-1475), plus connu sous le nom de « connétable de Saint-Pol ». Il modifie l'architecture du château de Ham pour lui permettre de résister aux attaques d'artillerie. Il fait construire un donjon formidable dit « tour du Connétable » dynamité par les Allemands en 1917.
- François Ier de Saint-Pol (1491-1545), duc d'Estouteville et gouverneur du Dauphiné, est né à Ham.
- Jacques Cassard (1679-1740), marin et corsaire, a été enfermé au château de Ham entre 1726 et 1740.
- Charles Marie de La Condamine (1701-1774), membre de l'Académie française, qui séjourna fréquemment à Estouilly ;
- Jean-Joseph Vadé (1720-1757), né à Ham, chansonnier et dramaturge, créateur du genre poissard.
- François Charles Absolut de La Gastine (1751-1814), né à Ham, officier du génie ; il sert dans les armées de la Révolution et de l'Empire.
- Alexandre-François Fourquin (1758-1839), né à Ham, Chanoine génovéfain de l'Abbaye de Ham, Receveur de l'Hospice et du Bureau des aides de Ham, Maire de Ham (an IV-1808), y décède 1839, 81 ans, laissera des Manuscrits sur l'Histoire de Ham.
- Maximilien Sébastien Foy (1775-1825), né à Ham, général d'Empire et comte d'Empire, député de l'Aisne, brillant orateur de l'opposition libérale sous la Restauration. Lors de ses obsèques, son cercueil fut porté par les jeunes libéraux Victor Hugo, Prosper Mérimée, Benjamin Constant, Casimir Perrier, David d'Angers[111].
- Jean-Charles-Athanase Peltier (1785-1845), né à Ham, fils de sabotier; fut d'abord horloger puis physicien, découvrira l'effet appelé "l'effet-Peltier" en 1834, décédé à Paris et inhumé au cimetière du Père-Lachaise. Monument à Peltier.

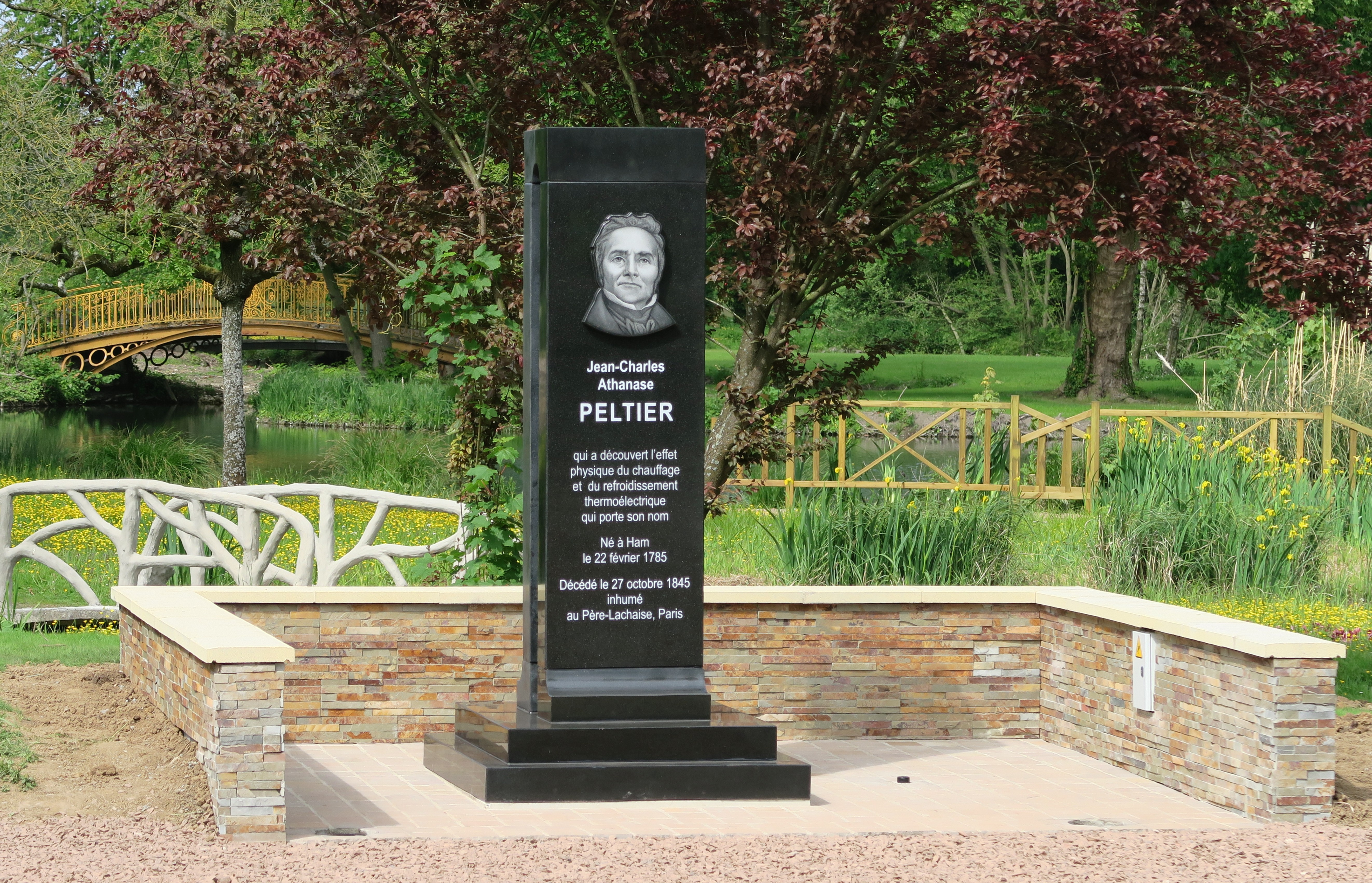
Monument à Peltier.

- Louis-Napoléon Bonaparte (1808-1873), condamné pour complot contre l'État après l'échec du soulèvement de la garnison de Boulogne-sur-Mer, a été enfermé au château de Ham entre 1840 et 1846, date à laquelle il s'en est évadé.
- Achille Joseph Bernot (1842-1911), homme politique, député de la Somme puis sénateur.
- Tristan de Montholon, né à Ham le 1er avril 1843 et mort à Berne le 1er septembre 1899, a été ambassadeur de France en Suisse.
- Elie Fleury, né à Ham le 28 août 1854 et mort à Toulon en 1938. Journaliste et historien, il écrit des articles notamment dans le Journal de Saint-Quentin dont il est le directeur, sous le pseudonyme d'Adrian Villart. Il est l'auteur de plusieurs ouvrages dont Histoire populaire de la ville et du château de Ham (1881), Les Maisons ouvrières d'Amiens (1889), Catalogue raisonné des pastels de Maurice-Quentin de La Tour à Saint-Quentin (1911), Sous la botte. Histoire de la ville de Saint-Quentin pendant l'occupation allemande. Août 1914 - février 1917(1926). Il a également écrit de la poésie et des pièces de théâtre.
- Léon Accambray (1868-1934), né à Ham. Député radical-socialiste de l'Aisne de 1914 à 1932.

### Héraldique
| Blason de Ham | Blason  | D'azur à la muraille d'argent crénelée de quatre pièces, maçonnée de sable, confortée d'une tour aussi d'argent, crénelée de quatre pièces, ouverte, ajourée et maçonnée aussi de sable, sommée de deux guidons d'or. Ornements extérieurs - Croix de guerre 1914-1918 avec palme. Citation à l'ordre de l'Armée du 27 octobre 1920 : « A supporté sans faiblir les bombardements qui l'ont en grande partie détruite. Par la belle attitude morale, les dommages subis, les souffrances de sa population a mérité la reconnaissance du pays. » - Croix de guerre 1939-1945 avec étoile d'argent. Citation à l'ordre de la division du 11 novembre 1948 : « bourg vaillant et courageux, au patriotisme exemplaire. Atteint par l'ennemi le 19 mai 1940, a été le théâtre de furieux combats soutenus, fin mai et début juin 1940, par la 3e D.I.A.. Violemment bombardé, à demi détruit, cruellement éprouvé, dans ses enfants, dix tués et vingt-trois touchés, a supporté dignement ses épreuves et ses souffrances, se remettant fièrement et avec cœur à l'ouvrage. » |
| Blason de Ham | Détails | Ces armes sont utilisées par la commune depuis le XVIIIe siècle ; au milieu du XVIe siècle, les armes de la ville de Ham étaient différentes. Le statut officiel du blason reste à déterminer. |